# John Maynard Keynes
John Maynard Keynes, 1. baron Keynes iz Tiltona, CB FBA, angleški ekonomist, * 5. junij 1883, † 21. april 1946.
Keynes je bil eden najpomembnejših britanskih ekonomistov in političnih teoretikov moderne dobe, ki je s svojimi idejami temeljito spremenil teorijo in prakso makroekonomije in ekonomske politike vlad. Najprej jo je razvijal matematično, nato pa je nadgradil in dodobra izpopolnil prejšnje delo o vzrokih poslovnih ciklov. Kot eden najvplivnejših ekonomistov 20. stoletja je napisal dela, ki so osnova za smer, znano kot kejnezijanska ekonomija in za njene različne veje. Njegove ideje, preoblikovane v novi kejnezijanizem, so temeljne za prevladujočo makroekonomijo. Znan je kot ''oče makroekonomije.''
V času velike gospodarske krize v tridesetih letih dvajsetega stoletja je Keynes vodil revolucijo v ekonomskem razmišljanju in izzival ideje neoklasične ekonomije, ki so trdile, da bodo prosti trgi kratkoročno in srednjeročno samodejno zagotovili polno zaposlitev, če bodo delavci prilagodljivi v svojih plačnih zahtevah. Trdil je, da skupno povpraševanje (skupna poraba v gospodarstvu) določa splošno raven gospodarske aktivnosti in da neustrezno skupno povpraševanje vodi v daljša obdobja visoke brezposelnosti, obenem pa nizke plače in stroški dela gospodarstvu ne pomagajo k polni zaposlenosti. Zavzemal se je za uporabo fiskalne in denarne politike za ublažitev škodljivih učinkov gospodarskih recesij in kriz. Po krizi leta 1929 se je Keynes odvrnil tudi od temeljnega stebra neoklasične ekonomije: proste trgovine. Kritiziral je Ricardovo teorijo primerjalnih prednosti (temelj proste trgovine), saj je njene začetne predpostavke ocenil kot nerealistične, in postal dokončno protekcionističen. Te ideje je podrobno predstavil v svojem glavnem delu Splošna teorija zaposlenosti, obresti in denarja, ki je bilo objavljeno leta 1936. Od srednjih do poznih tridesetih let dvajsetega stoletja so vodilna zahodna gospodarstva sprejela Keynesova priporočila. Skoraj vse kapitalistične vlade so to storile do konca dveh desetletij po Keynesovi smrti leta 1946. Kot vodja britanske delegacije je Keynes sodeloval pri oblikovanju mednarodnih gospodarskih institucij, ustanovljenih po koncu druge svetovne vojne, vendar jih je zaradi več vzrokov zavirala ameriška delegacija.
Keynesov vpliv se je začel zmanjševati v sedemdesetih letih 20. stoletja, deloma kot posledica stagnacije, ki je v tem desetletju zajela angloameriška gospodarstva, deloma pa zaradi kritik Miltona Friedmana in drugih monetaristov, ki so nasprotovali možnosti vlad, da bi regulirale poslovni cikel s fiskalno politiko. Začetek svetovne finančne krize v letih 2007 in 2008 je ponovno obudil Keynesove zamisli. Keynesijska ekonomija je predstavljala teoretično podlago za ekonomske politike, ki so jih kot odgovor na krizo sprejeli predsednik ZDA Barack Obama, predsednik vlade Združenega kraljestva Gordon Brown in drugi voditelji vlad.
Ko je revija Time Keynesa leta 1999 uvrstila na svoj seznam najpomembnejših ljudi stoletja, so o njem zapisali, da je ''njegova radikalna ideja, da bi vlade morale porabiti denar, ki ga nimajo, verjetno rešila kapitalizem.'' Časnik The Economist je Keynesa označil za najbolj znanega britanskega ekonomista 20. stoletja. Obenem je bil Keynes tudi javni uslužbenec, direktor Centralne angleške banke in del Bloomsburyjeve skupine intelektualcev.

## Zgodnje  življenje in izobrazba
John Maynard Keynes se je rodil 5. junija 1883 v mestu Cambridge v Cambridgeshireju v Angliji v družini, ki je pripadala višjemu srednjemu razredu. Njegov oče John Neville Keynes je bil ekonomist in predavatelj moralnih ved na univerzi v Cambridgeu, mama Florence Ada Keynes pa lokalna socialna delavka, zgodovinarka in političarka. Bil je prvorojenec, sledila sta mu še Margaret Neville leta 1885 in Geoffrey leta 1887. Margaret se je pozneje poročila z Nobelovim nagrajencem fiziologom Archibaldom Hillom, Geoffrey pa je postal kirurg.
Glede na spomine njegovega brata Geoffreyja so bili Keynesovi starši ljubeči in pozorni. Obiskovali so kongregacijsko cerkev. Vse življenje so prebivali v isti hiši, kamor so se pozneje otroci vedno radi vračali, saj so bili tam dobrodošli. Keynes je od očeta dobil veliko podporo, vključno z inštrukcijami, ki so mu pomagale opraviti sprejemne izpite, in finančno pomoč, ko je kot mlad človek leta 1929 v času velike gospodarske krize ostal skoraj brez vsega premoženja. Tudi Keynesova mati je pomagala svojim otrokom pri uresničitvi ciljev.
Januarja 1889, ko je bil star pet let in pol, je Keynes začel obiskovati vrtec šole Perse za dekleta petkrat na teden. Hitro je pokazal talent za aritmetiko, vendar pa je bil večkrat bolan, zaradi česar je bil pogosto dolgo odsoten. Doma sta ga učili guvernanta Beatrice Mackintosh in mama. Januarja 1892 je pri osmih letih in pol začel obiskovati pripravljalno šolo St Faith. Do leta 1894 je postal eden najboljših učencev v razredu, predvsem je bil odličen v matematiki. Leta 1896 je ravnatelj te šole Ralph Goodchild zapisal, da je bil Keynes ''za celo glavo in ramena nad vsemi drugimi fanti v šoli'' in da je prepričan, da bi lahko dobil štipendijo za Eton.
Leta 1897 je Keynes res dobil štipendijo na kolidžu Eton, kjer je pokazal talent za široko paleto predmetov, zlasti matematiko, klasiko in zgodovino. Tam je tudi spoznal prvo ''ljubezen svojega življenja,'' Dana Macmillana, starejšega brata poznejšega premierja Harolda Macmillana. Čeprav je pripadal družbenemu srednjemu razredu, se je Keynes zlahka pomešal z učenci, ki so pripadali višjemu razredu.
Leta 1902 je Keynes zapustil kolidž Eton in se vpisal na Kraljevi kolidž v Cambridgeu, kjer je prejemal štipendijo za študij matematike. Alfred Marshall ga je spodbudil, da bi postal ekonomist, čeprav je Keynesa bolj vleklo k filozofiji, zlasti k etičnemu sistemu G. E. Moorea. Keynes je bil izvoljen v Univerzitetni klub Pitt, bil pa je tudi aktiven član napol skrivnega društva Cambridge Apostles, debatnega kluba, ki je bil v glavnem rezerviran le za najboljše študente. Kot večina članov je tudi on po diplomi ohranil stike s klubom in se vse življenje udeleževal občasnih sestankov. Preden je zaključil šolanje na Cambridgeu, je bil predsednik zveze Cambridge Union Society in Liberalnega kluba Univerze v Cambridgeu. Sam se je opredeljeval za ateista.
Maja 1904 je diplomiral iz matematike. Po nekaj mesecih, ki jih je preživel na počitnicah z družino in prijateljih, se je naslednji dve leti še naprej vključeval v delo univerze. Sodeloval je v debatah, še naprej študiral filozofijo in kot podiplomski študent nekaj časa neuradno obiskoval predavanja iz ekonomije, kar je predstavljalo njegovo edino formalno izobrazbo iz te stroke. Leta 1906 je opravil državne izpite.
Ekonomist Harry Johnson je zapisal, da je optimizem, ki je prevevalo Keynesovo zgodnje življenje, ključ do razumevanja njegove poznejšega razmišljanja. Bil je namreč vedno prepričan, da bo našel rešitev za kakršen koli problem, na katerega se je osredotočil, ob tem pa je ohranil trajno vero v sposobnost vladnih uslužbencev, da delajo dobro. Keynesov optimizem je bil v dveh pogledih tudi kulturni: Bil je predstavnik zadnje generacije, ki je rasla v imperiju na vrhuncu moči in tudi predstavnik zadnje generacije, ki se je počutila upravičena vladati s kulturo in ne s strokovnim znanjem. Po mnenju Skidelskyja je občutek za kulturno enotnost, ki je v Veliki Britaniji veljal od 19. stoletja do konca prve svetovne vojne, predstavljal okvir, s katerim so izobraženi lahko vzpostavili različna področja znanja med seboj in življenjem, kar jim je omogočilo, da so pri obravnavi praktičnih primerov samozavest črpali iz različnih področij.

## Kariera
Oktobra 1908 je Keynes začel svojo kariero v državni upravi kot referent v uradu za Indijo. Sprva je v delu užival, vendar ga je kmalu to začelo dolgočasiti, zato je odstopil in se vrnil v Cambridge ter začel raziskovati teorijo verjetnosti. To delo sta mu sprva zasebno financirala le ekonomista Alfred Marshall in Arthur Pigou. Leta 1909 je postal član Kraljevega kolidža.
Leta 1909 je Keynes objavil svoj prvi strokovni ekonomski članek v reviji The Economic Journal o vplivu nedavnega svetovnega gospodarskega upada na Indijo. Ustanovil je tedensko debatno skupino Klub politične ekonomije. Istega leta je sprejel predavanje ekonomije, ki ga je osebno financiral Alfred Marshall. Keynesov zaslužek se je še povečal, ko je začel sprejemati študente z zasebno šolnino.
Leta 1911 je postal urednik revije The Economic Journal. Leta 1913 je objavil svojo prvo knjigo Indijska valuta in finance (Indian Currency and Finance). Nato je bil imenovan v Kraljevo komisijo za indijsko valuto in finance (torej enako področje, kot ga je obravnavala njegova knjiga), kjer je pokazal precejšen talent za uporabo ekonomske teorije pri praktičnih problemih. Njegovo delo je izšlo pod imenom ''J M Keynes'', čeprav je bil družini in prijateljem znan kot Maynard. Tudi njegov oče John Neville Keynes je bil vedno poznan po svojem srednjem imenu.

### Prva svetovna vojna
Med prvo svetovno vojno je britanska vlada uporabila Keynesovo strokovno znanje. Leta 1914 se ni uradno ponovno pridružil javnim uslužbencem, vendar je nekaj dni pred začetkom vojne na prošnjo vlade odpotoval v London. Bankirji so si prizadevali za ukinitev posebnih plačil (konvertibilnosti bankovcev v zlato), toda s Keynesovo podporo je bil takratni premier David Lloyd George prepričan, da je to slaba ideja, saj bi škodila prihodnjemu ugledu, če bi bila plačila ustavljena, preden bi bilo to res potrebno.
Januarja 1915 je Keynes zasedel uradno vladno funkcijo na finančnem ministrstvu. Med njegovimi nalogami je bilo oblikovanje kreditnih pogojev med Združenim kraljestvom in njenimi celinskimi zavezniki med vojno ter pridobivanje redkih valut. Po mnenju ekonomista Roberta Lekachmana je postalo Keynesovo mojstrstvo legendarno zaradi opravljanja vseh teh nalog, podobno kot ko mu je s težavo uspelo sestaviti majhno zalogo španskih peset.
Ministrstvo za finance je bilo navdušeno, ko so dospele informacije, da je Keynes zbral dovolj, da je britanski vladi zagotovil začasno rešitev. Vendar Keynes teh peset ni predal, ampak se je odločil za prodajo vseh, da bi prodrl na trg. Ta drznost se mu je obrestovala, saj so pesete pozneje postale veliko manj redke in drage.
Ob uvedbi vojaške obveznosti leta 1916 je zaprosil za izvzetje, kar je argumentiral z nadaljevanjem svojega dela za vlado.
V času praznovanja kraljevega rojstnega dneva leta 1917 je bil Keynes za svoje delo med vojno odlikovan z Redom kopeli. To je pripeljalo do imenovanja, ki je pozneje močno vplivalo na njegovo življenje in kariero: imenovan je bil za predstavnika z ministrstva za finance na Versajski mirovni konferenci leta 1919. Postal je tudi častnik belgijskega Leopoldovega reda.

### Versajska mirovna konferenca
Keynesove izkušnje v Versaillesu so vplivale na oblikovanje njegovih prihodnjih pogledov, v danem trenutku pa niso bile uspešne. Njegov glavni cilj je bil namreč, da bi preprečil, da bi bila nemška odškodnina postavljena tako visoko, da bi travmatizirala nedolžne Nemce, škodovala plačilni sposobnosti države in močno omejila zmožnost nakupa izvoza iz drugih držav, s tem pa bi škodila ne le nemškemu gospodarstvu, ampak tudi širše v svetu.
Na njegovo žalost so konzervativne sile v koaliciji, ki so se okrepile na volitvah leta 1918, dosegle izključitev Keynesa in britanskega finančnega ministrstva iz formalnih pogovorov o reparacijah na visoki ravni. Njihovo mesto sta zasedla sodnik lord Sumner in bankir lord Cunliffe, ki sta zaradi astronomsko visoke vojne odškodnine, ki sta jo želela zahtevati od Nemčije, dobila vzdevek Nebeška dvojčka. Keynes je bil prisiljen v poskuse vplivanja iz zakulisja.
Trije ključni možje v Versaillesu so bili britanski premier Lloyd George, francoski premier Clemenceau in ameriški predsednik Wilson. Keynes je imel neposreden dostop le do Lloyda Georgea. Do volitev leta 1918 je bil naklonjen Keynesovemu mnenju, vendar je med volilno kampanjo ugotovil, da bodo njegovi govori v javnosti dobro sprejeti le, če bo obljubil ostro kaznovanje Nemčije, zato je svojo delegacijo zavezal k pridobitvi visokih plačil.
Lloyd George pa si je z nekaterimi dejanji na pariški konferenci pridobil nekaj Keynesove zvestobe. Pri Francozih je posredoval, da bi nemškim civilistom zagotovil pošiljanje prepotrebnih zalog hrane. Clemenceau se je prav tako zavzel za znatne odškodnine, vendar nižje od Britancev, medtem ko je Francija iz varnostnih razlogov zagovarjala hujšo poravnavo od Združenega kraljestva.
Wilson je bil sprva naklonjen razmeroma prizanesljivemu ravnanju z Nemčijo, saj se je bal, da bi prestroge razmere lahko spodbudile naraščanje ekstremizma, obenem pa je želel, da Nemčiji ostane dovolj kapitala za plačilo uvoza. Na Keynesovo žalost sta Lloyd George in Clemenceau pritiskala na Wilsona, da bi se strinjal z vključitvijo pokojnin v račun za odškodnino.
Proti koncu konference je Keynes pripravil in predstavil načrt, za katerega je trdil, da ne bo le pomagal Nemčiji in drugim osiromašenim srednjeevropskim silam, ampak bo koristen tudi za svetovno gospodarstvo kot celoto. Vključeval je radikalno odpisovanje vojnih dolgov, kar bi sicer lahko vplivalo na povečanje mednarodne trgovine, vendar bi hkrati celotna cena evropske obnove padla na ZDA.
Lloyd George se je strinjal, da je to sprejemljivo za britanske volivce. Proti pa so bile ZDA, saj so bile takrat največje upnice, do takrat pa je Wilson začel verjeti v prednosti ostrih pogojev, saj je bil mnenja, da je njegova država že preveč žrtvovala. Kljub njegovim prizadevanjem je bila rezultat konference pogodba, nad katero se je Keynes zgražal tako iz moralnih kot ekonomskih razlogov, zato je odstopil s svojega položaja na finančnem ministrstvu.
Junija 1919 je zavrnil ponudbo, da bi postal predsednik Britanske banke severne trgovine, delovno mesto, za katerega bi bil plačan po 2000 funtov za jutro dela tedensko.
Keynesova analiza napovedanih škodljivih učinkov pogodbe se je pojavila v zelo vplivni knjigi Ekonomske posledice miru (The Economic Consequences of the Peace), ki je izšla leta 1919. To delo je bilo opisano kot najboljša njegova knjiga, v kateri je moč zaznati tako njegovo strast do tega dela kot tudi ekonomsko spretnost. Poleg ekonomske analize je knjiga vsebovala tudi razloge, zaradi katerih je bralec lahko začutil sočutje:
»Ne morem iti mimo te teme, kot da bi bila njena pravična obravnava v celoti odvisna bodisi od naših obljub, bodisi od ekonomskih dejstev. Politika podrejanja Nemčije kot generacije sužnjev, poniževanja življenj milijonov ljudi in odvzema sreče celotnemu narodu bi morala biti gnusna - gnusna, četudi je to prej skušalo obogateti in je sejalo propad za celotno civilizirano življenje v Evropi.«
Vključil je tudi zelo skrajne podobe, na primer, da je treba »iz leta v leto Nemčijo potiskati navzdol, njene otroke pa izstradati in pohabiti.« Dodal je tudi krepke napovedi, ki so bile kasneje upravičene z dogodki:
»Če namerno ciljamo na osiromašenje Srednje Evrope, si upam trditi, da maščevanje ne bo izostalo. Takrat se ne bo dolgo odlašalo s končno vojno med silami reakcije in obupanimi konvulzijami revolucijskih sil, ob kateri se bodo grozote nedavne nemške vojne zdele neznantne.«
Keynesovi privrženci trdijo, da so se njegove napovedi katastrofe uresničile, ko je nemško gospodarstvo leta 1923 trpelo zaradi hiperinflacije, pozneje pa tudi s propadom Weimarske republike in izbruhom druge svetovne vojne. Vendar pa zgodovinarka Ruth Henig trdi, da večina zgodovinarjev glede versajske mirovne konference sedaj zavzema stališče, da v gospodarskem smislu pogodba proti Nemčiji ni bila pretirano ostra in da so bile obveznosti ter odškodnina neizogibno poudarjane na razpravah v Parizu zaradi zadovoljitve volivcev, ki so brali dnevne časopise. Meni, da je bil namen odločevalcev Nemčiji tiho ponuditi bistveno pomoč pri plačevanju računov in ugoditi številnim nemškim prošnjam glede sprememb načina plačevanja odškodnine v praksi.
Izplačan je bil le majhen del odškodnine. Zgodovinar Stephen A. Schucker je celo s podatki dokazoval, da je v letih 1919-1933 priliv kapitala iz ameriških posojil znatno presegel nemška plačila, tako da je Nemčija na neto osnovi dobila podporo, ki je ekvivalentna štirikratniku zneska iz Marshallovega načrta po drugi svetovni vojni.
Schuker je tudi našel podatke, da je bil Keynes v letih po versajski konferenci neformalni svetovalec za odškodnine pri nemški vladi. Prispeval naj bi k izplačilu enega večjih obrokov odškodnine, iz političnih razlogov pa je tudi podpiral hiperinflacijo. Kljub temu je knjiga Ekonomske posledice miru Keynesu prinesla mednarodno slavo, čeprav je to zanj hkrati predstavljalo karierni zastoj – šele po izbruhu druge svetovne vojne mu je bilo ponujeno direktorsko mesto v kateri od večjih britanskih bank in šele takrat je začel dobivati sprejemljive ponudbe za formalno službo in vrnitev v vlado. Kljub temu pa je še vedno lahko vplival na oblikovanje vladne politike s svojo mrežo stikov, objavljenimi deli in službovanjem v vladnih odborih, kar je vključevalo udeležbo na političnih sestankih na visoki ravni v vlogi svetovalca.

### Dvajseta leta
Keynes je svoje delo Razprava o verjetnosti (A Treatise on Probability) končal pred vojno, vendar ga je objavil leta 1921. Delo je bilo pomemben prispevek k filozofskim in matematičnim podlagam verjetnostnega računa, ki je zagovarjal pomembno stališče, da verjetnosti niso več ali manj kot resnične vrednosti, ki so nekje vmes med preprosto resnico in lažjo. Keynes je kot prvi v 15. in 17. poglavju knjige razvil verjetnostni intervalni pristop k verjetnosti, ob tem pa je v 26. poglavju razvil še pristop teže k odločanju s svojim konvencionalnim koeficientom tveganja in teže, ki ga je označil kot c. Ob svojem akademskem delu je bil v dvajsetih letih 20. stoletja Keynes aktiven tudi kot novinar, ki je svoje delo opravljal na mednarodni ravni, v Londonu pa je delal tudi kot finančni svetovalec. Leta 1924 je Keynes za svojega nekdanjega učitelja Alfreda Marshalla sestavil nekrolog, o katerem je Joseph Schumpeter dejal, da opisuje »najbolj briljantno življenje znanstvenika, ki jih je kdajkoli bral.« Tudi Marshallovo vdovo je ta spominski zapis navdušil, Lytton Strachey pa ga je ocenil kot eno izmed Keynesovih najboljših del.
Leta 1922 je Keynes še naprej zagovarjal zmanjšanje nemške odškodnine z revizijo pogodbe. Politiko deflacije po prvi svetovni vojni je napadel z Zapisom o denarni reformi (A Tract on Monetary Reform) leta 1923 – s prepričljivim argumentom, da bi morale države ciljati na stabilnost domačih cen, a se izogibajo deflaciji celo za ceno tveganja depreciacije njihove valute. Velika Britanija je v večini dvajsetih let 20. stoletja trpela zaradi visoke brezposelnosti, zaradi česar je Keynes priporočil depreciacijo funt šterlinga za ustvarjanje novih delovnih mest, ob tem pa bi britanski izvoz postal bolj dostopen. Od leta 1924 se je zavzemal tudi za fiskalni odziv, kjer bi vlada lahko ustvarila delovna mesta z izdatki za javna dela. V dvajsetih letih so Keynesovi spodbudni pogledi imeli le omejen vpliv na oblikovalce politik in splošno akademsko mnenje – po mnenju Hymana Minskyja je bil eden od razlogov ta, da je bila njegova teoretska utemeljitev v tem času »zmešana.« V svojem Zapisu o denarni reformi je tudi pozval k odpravi zlatega standarda. Keynes je menil, da sodelovanje v zlatem standardu za države, kot je Združeno kraljestvo, ni prinašalo več neto koristi, saj je bilo v nasprotju s potrebo po notranjepolitični avtonomiji. Države bi lahko prisilil k izvajanju deflacijske politike ravno v času, ko so bili potrebni ekspanzivni ukrepi za obravnavo naraščajoče brezposelnosti. Finančno ministrstvo in Angleška državna banka sta bila še vedno naklonjena zlatemu standardu in sta leta 1925 prepričala tedanjega premierja Winstona Churchilla, da ga ponovno vzpostavi, kar je imelo slab vpliv na britansko industrijo. Keynes se je odzval z delom Ekonomske posledice gospoda Churchilla (The Economic Consequences of Mr. Churchill) in je vztrajal pri boju proti zlatemu standardu, dokler ga Združeno kraljestvo ni leta 1931 dokončno opustilo.

### Velika gospodarska kriza
Keynes je že v dvajsetih letih 20. stoletja začel z delom na teoriji na preučevanju razmerja med brezposelnostjo, denarjem in cenami. Delo Razprava o denarju (Treatise on Money) je izšlo leta 1930 v dveh delih. Glavna ideja tega dela je bila, da če bo prihranjen denar presegel vložen znesek, kar se lahko zgodi, če so obrestne mere previsoke, se bo brezposelnost povečala. To je deloma posledica dejstva, da ljudje ne želijo porabiti previsokega deleža denarja, ki ga izplačajo delodajalci, kar slednjim otežuje ustvarjanje dobička. Druga ključna tema knjige je nezanesljivost finančnih indeksov, ki predstavljajo natančen ali celo smiseln pokazatelj splošnih sprememb kupne moči valut skozi čas. Zlasti je kritizral upravičenost britanske vrnitve k zlatemu standardu leta 1925 ob predvojnem vrednotenju glede na indeks veleprodajnih cen. Trdil je, da indeks podcenjuje učinke sprememb stroškov storitev in dela.
Keynes je bil zelo kritičen do varčevalnih ukrepov britanske vlade med veliko gospodarsko krizo. Verjel je, da so proračunski primanjkljaji med recesijo dobra stvar in naravni produkt gospodarskega padca. Zapisal je: »Za takšno ali drugačno zadolževanje vlade je tako rekoč naravno zdravilo, ki preprečuje izgube podjetij v tako hudem upadu, kot je sedanji, tako velikega, da bi morali proizvodnjo popolnoma ustaviti.«
Na vrhuncu velike gospodarske krize leta 1933 je Keynes izdal knjigo Sredstva za blaginjo (The Means to Prosperity), ki je vsebovala posebna politična priporočila za spopadanje z brezposelnostjo v času krize, prevsem je nasprotovala ciklični javni porabi. V knjigi se nahaja tudi ena prvih omemb multiplikacijskega učinka. Čeprav je bilo delo naslovljeno prevsem na britansko vlado, je vsebovalo tudi nasvete za druge države, ki jih je kriza prizadela. Izvode so poslali novoizvoljenemu ameriškemu predsedniku Franklinu D. Rooseveltu in drugim svetovnim voditeljem. Tako ameriška kot britanska vlada sta delo vzeli resno in po mnenju Roberta Skidelskyja je to pomagalo utirati pot kasnejšemu sprejemanju Keynesovih idej, čeprav je imelo le malo neposrednega praktičnega vpliva. Na londonski ekonomski konferenci leta 1933 so bila mnenja preveč raznolika, da bi se lahko dogovorili o enotni strategiji delovanja.
Keynesovim idejam podobno politiko sta sprejeli Švedska in Nemčija, vendar je bila Švedska premajhna, da bi pritegnila veliko pozornosti, Keynes pa je namerno molčal o uspešnih prizadevanjih Nemčije, saj je bil zgrožen zaradi njenih imperialističnih ambicij in ravnanja z Judi. Keynesova pozornost je bila poleg Velike Britanije namenjena predvsem ZDA. Leta 1931 je prejel precejšnjo podporo svojim pogledom na proticiklično javno porabo v Chicagu, takrat najpomembnejšem ameriškem gospodarskem središču, kjer so do tedaj prisegali na običajno alternativo. Vendar je ortodoksno ekonomsko prepričanje ostalo na splošno nenaklonjeno fiskalnim posegom za blažitev krize vse do obdobja tik pred izbruhom vojne. Konec leta 1933 je Felix Frankfurter Keynesa prepričal, naj se obrne neposredno na predsednika Roosevelta, kar je storil s pismi in srečanjem iz oči v oči leta 1934. Skidelsky je kljub temu menil, da so Keynesova prizadevanja dobila manjši vpliv na gospodarsko politiko ZDA šele po letu 1939.
Keynesovo glavno delo Splošna teorija zaposlovanja, obresti in denarja (The General Theory of Employment, Interest and Money) je izšlo leta 1936. Raziskal in indeksiral ga je eden Keynesovih najljubših študentov, poznejši ekonomist David Bensusan-Butt. Delo je služilo kot teoretična utemeljitev intervencionistične politike, ki jo je Keynes videl kot rešitev za spopadanje z recesijo. Čeprav je Keynes sam v predgovoru navedel, da se njegova splošna teorija le sekundarno ukvarja z uporabo te teorije v praksi, so bile okoliščine objave takšne, da so njegovi predlogi vplivali na potek v tridesetih letih. Ob tem je Keynes javnosti predstavil novo razlago obdavčitve: ker zakonito plačilno sredstvo sedaj določa država, inflacija postane ''obdavčitev zaradi amortizacije valute.'' Ta skriti davek je pomenil a) da je potrebno vrednostni standard določiti z namerno odločitvijo in b) da je mogoče ohraniti razmerje med deflacijo in inflacijo. Ta nova interpretacija je bila navdihnjena z obupnim iskanjem nadzora nad gospodarstvom, ki je po krizi prevzelo akademski svet. Knjiga je izpodbijala prejšnjo neoklasično ekonomsko paradigmo, ki je trdila, da bo trg vzpostavil popolno ravnovesje zaposlovanja, če ne bo vmešavanja vlade. Keynes se je s tem deloma uprl svojima nekdanjima učiteljema Marshallu in Pigouju. Menil je, da je klasična teorija ''poseben primer,'' ki velja le v posebnih pogojih, kot so bili prisotni v 19. stoletju, medtem ko naj bi bila njegova teorija splošna. Klasični ekonomisti so verjeli v Sayjev zakon, ki je preprosto trdil, da ''ponudba ustvarja povpraševanje'' in da so delavci na prostem trgu vedno pripravljeni na znižanje svojih plač na raven, na kateri bi jim delodajalci lahko dobičkonosno ponudili zaposlitev.
Keynesova inovacija je bil koncept cenovne lepljivosti – spoznanje, da v resnici delavci pogosto nočejo pristati na znižanje svojih plačnih zahtev tudi v primerih, za katere bi klasični ekonomisti menili, da je to za njih racionalno. Delno je bilo po zaslugi tega koncepta ugotovljeno, da lahko medsebojno vplivanje ''agregatnega povpraševanja'' in ''agregatne ponudbe'' povzroči stabilna ravnotežja brezposelnosti – v teh primerih morajo biti gospodarstva odvisna od države, ne od trga. Keynes je trdil, da povpraševanje ustvarja ponudbo in ne obratno. Podvomil je o Sayevem zakonu z vprašanjem, kaj bi se zgodilo, če denar, ki ga dajejo posameznikom, ne bi našel poti nazaj v gospodarstvo, ampak bi se namesto tega varčeval. Menil je, da bi bila posledica recesija. Za odpravo strahu pred recesijo Sayev zakon predlaga vladno posredovanje. To vladno posredovanje se lahko uporabi za preprečevanje nadaljnjega povečanja prihrankov v obliki znižane obrestne mere. Znižanje obrestne mere bo ljudi spodbudilo, da ponovno začnejo trošiti in vlagati - vsaj tako trdi Sayev zakon. Razlog za to je, da se pri malo vlaganj prihranki začnejo kopičiti in dosežejo točko ustavitve v denarnem toku. Med normalno gospodarsko aktivnostjo bi bilo upravičeno imeti prihranke, ker jih je mogoče dati kot posojila, vendar je v tem primeru po njih majhno povpraševanje, zato gospodarstvu ne koristijo. Ponudba prihrankov nato preseže povpraševanje po posojilih, rezultat pa so nižje cene ali nižje obrestne mere. Ideja je torej, da se denar, ki je bil nekoč prihranjen, zdaj ponovno investira ali porabi, ob predpostavki, da so nižje obrestne mere privlačne za potrošnike. Vendar pa za Keynesa to ni bilo vedno tako in ni bilo mogoče domnevati, da bodo nižje obrestne mere samodejno spodbudile naložbe in porabo, saj ni dokazane povezave med obema.
V knjigi je Keynes trdil, da je ključna spremenljivka, ki ureja splošno raven gospodarske aktivnosti, povpraševanje in ne ponudba. Skupno povpraševanje, ki je enako skupnemu nezakopičenemu dohodku v družbi, je opredeljeno z vsoto potrošnje in naložb. V stanju brezposelnosti in neizkoriščenih proizvodnih zmogljivosti se zaposlenost in skupni dohodek lahko povečata le tako, da se najprej poveča izdatke za porabo ali naložbe. Brez posredovanja vlade za povečanje izdatkov lahko gospodarstvo ostane ujeto v ravnovesju z nizko stopnjo zaposlenosti. Prikaze te možnosti je bil označen kot revolucionaren formalni dosežek dela. Knjiga je tudi zagovarjala aktivno ekonomsko politiko vlade za spodbujanje povpraševanja v času visoke brezposelnosti, na primer z izdatki za javna dela. Leta 1928 je Keynes zapisal: »Bodimo pripravljeni in z neaktivnimi sredstvi povečajmo dobiček.« Dodal je še: »Ker so moški in rastline brezposelni, je smešno reči, da si tega razvoja ne moremo privoščiti. Prav s temi rastlinami in temi možmi si ga bomo.«
Knjigo Splošna teorija pogosto obravnavajo kot temelj sodobne makroekonomije. Nekaj starejših ameriških ekonomistov se je v tridesetih letih strinjalo s Keynesom. Njegove zamisli so kmalu postale splošno sprejeti, saj so se z njimi pred začetkom druge svetovne vojne strinjali tudi ugledni ameriški profesorji, kot je bil tudi Alvin Hansen.
Keynes ni veliko sodeloval v teoretskih razpravah, ki so sledile objavi knjige Splošna teorija, saj je leta 1937 doživel srčni napad, zaradi česar je moral dolgo počivati. Hyman Minsky in drugi postkejnezijanski ekonomisti so med drugim trdili, da so zato Keynesove zamisli razredčili tisti, ki so želeli kompromis s klasičnimi ekonomisti ali pa so svoje koncepte upodobili z matematičnimi modeli, kot je na primer model IS-LM (ki po njihovem mnenju izkrivljajo Keynesove ideje). Keynes je začel okrevati leta 1939, vendar je bila do konca življenja njegova poklicna energija v veliki meri usmerjena v praktično stran ekonomije: težave pri zagotavljanju optimalne razporeditve sredstev za vojne izdatke, povojna pogajanja z ZDA in nov mednarodni finančni red, ki je bil predstavljen na konferenci v Bretton Woodsu.
V Splošni teoriji in tudi pozneje se je Keynes odzval na trditve socialistov predvsem iz časa velike gospodarske krize v tridesetih letih, da je vojno povzročil kapitalizem. Trdil je, da če bi kapitalizem upravljali tako doma kot na mednarodni ravni z usklajeno mednarodno kejnezijansko politiko, mednarodnim denarnim sistemom, kjer interesi držav ne bi prihajali v navzkriž med seboj, in visoko stopnjo svobode trgovine, bi lahko ta sistem upravljanega kapitalizma spodbujal mir, ne pa konflikt med državami. Njegovi načrti med drugo svetovno vojno za povojne mednarodne gospodarske institucije in politike (ki so prispevali k ustanovitvi Mednarodnega denarnega sklada in Svetovne banke v Bretton Woodsu, kasneje pa tudi k oblikovanju Splošnega sporazuma o carinah in trgovini ter sčasoma tudi Svetovni trgovinski organizaciji) so želeli uresničiti to vizijo.
Čeprav so Keynesa zaradi zagovarjanja neodgovorne državne porabe z zadolževanjem kritizirali predvsem člani ekonomske šole v Chicagu, je ta v resnici verjel v uravnotežen proračun in je predlagal programe javnih del v času velike gospodarske krize le kot izjemne ukrepe za zadovoljevanje potreb v izrednih okoliščinah.

### Druga svetovna vojna
Med drugo svetovno vojno je Keynes v delu Kako plačati vojno (How to Pay for the War), objavljenem leta 1940, trdil, da je treba vojno v veliki meri financirati z višjimi davki in zlasti z obveznim varčevanjem (v bistvu s tem, da delavci posojajo denar vladi). Financiranje s primanjkljajem je po njegovem mnenju prispevalo k inflaciji. Obvezno varčevanje bi zmanjšalo domače povpraševanje, pomagalo pri usmerjanju dodatne proizvodnje v vojno, bilo bi pravičnejše od kaznovalne obdavčitve in bi imelo to prednost, da bi pomagalo preprečiti povojni upad s povečanjem povpraševanja, ko bi delavcem bilo dovoljeno dvigniti svoje prihranke. Septembra 1941 je bil predlagan za izpraznjeno mesto na v skupščini direktorjev Angleške banke (Bank of England), nato pa je od aprila 1942 opravljal polni mandat. Junija 1942 je bil Keynes za svojo službo nagrajen z dednim naslovom ob praznovanju kraljevega rojstnega dne. 7. julija je postal "Baron Keynes iz Tiltona v grofiji Sussex" in prevzel svoje mesto v lordski zbornici v vrstah Liberalne stranke.
Ko je zmaga zaveznikov postala gotova, je bil Keynes kot vodja britanske delegacije in predsednik komisije Svetovne banke močno vpleten v pogajanja sredi leta 1944, ki so vzpostavila sistem Bretton Woods. Keynesov načrt je zagovarjal radikalen sistem za upravljanje valut. Predlagal je ustanovitev skupne svetovne denarne enote bancor in novih svetovnih institucij – Svetovne centralne banke in Mednarodne klirinške unije. Keynes je te institucije predvidel za upravljanje mednarodnega trgovinskega in plačilnega sistema z močnimi spodbudami za države, da bi se izognile znatnim trgovinskim primanjkljajem ali presežkom. Zaradi večje pogajalske moči ZDA so se izidi nagnili na stran bolj konzervativnih načrtov Harryja Dexterja Whitea. Po besedah ameriškega ekonomista J. Bradforda DeLonga je Keynes kasneje v skoraj vseh točkah, kjer so ga Američani preglasovali, dokazal, da je imel prav.
Novi ustanovi, kasneje znani kot Svetovna banka in Mednarodni denarni sklad (IMF), sta bili ustanovljeni kot kompromis, ki je odražal predvsem ameriško vizijo. Po tem načrtu za države ne bi bilo spodbud, da bi se izognile velikemu trgovinskemu presežku. Namesto tega bi breme za odpravo trgovinskega neravnovesja še naprej padalo le na države s primanjkljajem, za katere je Keynes trdil, da so najmanj sposobne rešiti problem, ne da bi svojemu prebivalstvu povzročile gospodarske težave. Kljub temu je bil Keynes še vedno zadovoljen, ko je sprejel končni sporazum, saj je dejal, da če bodo institucije ostale zveste svojim temeljnim načelom, bo "bratstvo ljudi postalo več kot fraza."

### Čas po vojni
Po vojni je Keynes kljub slabšemu zdravju še naprej zastopal Združeno kraljestvo v mednarodnih pogajanjih. Uspelo mu je pridobiti prednostne pogoje od ZDA za nove in neporavnane dolgove, da bi olajšal obnovo britanskega gospodarstva.
Tik pred svojo smrtjo leta 1946 je Keynes povedal Henryju Clayu, profesorju socialne ekonomije in svetovalcu Angleške banke, da upa, da bi lahko "nevidna roka" Adama Smitha pomagala Veliki Britaniji iz gospodarske luknje, v kateri se je znašla: »Za rešitev naših problemov se vse bolj zanašam na nevidno roko, ki sem jo pred dvajsetimi leti poskušal izriniti iz ekonomskega razmišljanja.«

## Ekonomski vidik

### Pogledi na prosto trgovino in protekcionizem

#### Prelomnica velike gospodarske krize
Po kejnezijanski teoriji so trgovinski primanjkljaji škodljivi. Države, ki uvažajo več, kot izvažajo, oslabijo svoja gospodarstva. Ko se trgovinski primanjkljaj poveča, se brezposelnost poveča in bruto domači proizvod (BDP) se upočasni. Poleg tega države s presežkom izvajajo "negativni zunanji učinek" na svoje trgovinske partnerje. Bogatijo se na račun drugih in uničujejo proizvodnjo svojih trgovinskih partnerjev. John Maynard Keynes je verjel, da bi morali biti proizvodi držav s presežkom obdavčeni, da bi se izognili trgovinskim neravnovesjem.
Keynes je bil na začetku svoje kariere ekonomista blizu Alfredu Marshallu in je bil globoko prepričan o koristih proste trgovine. Od krize leta 1929 naprej pa se je, opažajoč zavezanost britanskih oblasti k obrambi funta in togosti nominalnih plač, postopoma držal protekcionističnih ukrepov.
5. novembra 1929 je Keynes, ko ga je Macmillanov odbor pozval, naj britansko gospodarstvo reši iz krize, navedel, da bi uvedba uvoznih tarif pripomogla k ponovnemu uravnoteženju trgovinske bilance. Poročilo odbora v poglavju z naslovom Nadzor uvoza in izvozna pomoč navaja, da lahko v gospodarstvu, kjer ni polne zaposlenosti, uvedba tarif izboljša proizvodnjo in zaposlenost. Tako zmanjšanje trgovinskega primanjkljaja spodbuja rast države.
Januarja 1930 je Keynes v Ekonomskem svetovalnem svetu predlagal uvedbo sistema zaščite za zmanjšanje uvoza. Jeseni 1930 je predlagal enotno tarifo v višini 10 % za ves uvoz in subvencije enake stopnje za ves izvoz. V delu Treatise on Money, objavljenem jeseni 1930, je obravnaval idejo o tarifah ali drugih trgovinskih omejitvah s ciljem zmanjšanja obsega uvoza in ponovnega uravnoteženja trgovinske bilance.
7. marca 1931 je v reviji New Statesman and Nation napisal članek z naslovom Predlog za carinske prihodke. Poudaril je, da znižanje plač vodi do zmanjšanja nacionalnega povpraševanja, kar omejuje trge. Namesto tega je predstavil idejo o ekspanzivni politiki v kombinaciji s carinskim sistemom, da bi nevtraliziral učinke na trgovinsko bilanco. Uporaba carinskih tarif se mu je zdela "neizogibna, ne glede na to, kdo je finančni minister". Zato je bila za Keynesa politika gospodarskega okrevanja v celoti učinkovita le v primeru, da se odpravi trgovinski primanjkljaj. Predlagal je 15-odstotni davek na industrijske in polizdelke ter 5-odstotni davek na določena živila in surovine, pri čemer so drugi, potrebni za izvoz, izvzeti (volna, bombaž).
Leta 1932 je v članku z naslovom Za in proti carinam, objavljenem v reviji The Listener, predvidel zaščito kmetov in nekaterih sektorjev, kot sta avtomobilska in železarska industrija, saj jih je imel za nepogrešljive za Veliko Britanijo.

#### Kritika teorije primerjalnih prednosti
V postkriznih razmerah leta 1929 je Keynes ocenil predpostavke modela proste trgovine kot nerealistične. Tako je na primer kritiziral neoklasično predpostavko o prilagajanju plač.
Že leta 1930 je v sporočilu Ekonomskemu svetovalnemu svetu podvomil o resnični koristi specializacije v primeru industrijskih izdelkov. Med sodelovanjem v MacMillanovem odboru je priznal, da ne verjame več "v zelo visoko stopnjo nacionalne specializacije" in da noče "opustiti nobene industrije, ki trenutno ne more preživeti". Kritiziral je tudi statično dimenzijo teorije primerjalnih prednosti, ki je po njegovem mnenju z dokončnim določanjem primerjalnih prednosti v praksi vodila do zapravljanja nacionalnih virov.
V časniku Daily Mail z dne 13. marca 1931 je predpostavko o popolni sektorski mobilnosti delovne sile označil za "nesmisel", saj je trdil, da oseba, ki postane brezposelna, prispeva k znižanju plače, dokler ne najde službe. Toda ta sprememba službe lahko vključuje stroške (iskanje službe, usposabljanje) in ni vedno mogoča. Na splošno so po njegovem mnenju predpostavke o polni zaposlenosti in samodejni vrnitvi v ravnovesje diskreditirale teorijo primerjalnih prednosti.
Julija 1933 je v reviji New Statesman and Nation objavil članek z naslovom Nacionalna samozadostnost, v katerem je kritiziral koncept specializacije gospodarstev, ki je osnova proste trgovine. Tako je predlagal iskanje določene stopnje samozadostnosti. Namesto specializacije gospodarstev, ki jo zagovarja Ricardova teorija primerjalne prednosti, je dal prednost ohranjanju raznolikosti dejavnosti za narode. V njem je zavračal načelo mirovne trgovine. Njegova vizija trgovine je postala vizija sistema, v katerem tuji kapitalisti tekmujejo za nove trge. Zagovarjal je idejo o proizvodnji na državnih tleh, kadar je to mogoče in razumno, in izražal sočutje do zagovornikov protekcionizma. V omenjenem članku je zapisal:
»Precejšnja stopnja mednarodne specializacije je v racionalnem svetu potrebna v vseh primerih, ko jo narekujejo velike razlike v podnebju, naravnih virih, avtohtonih nagnjenjih, ravni kulture in gostoti prebivalstva. Toda pri vse širšem naboru industrijskih izdelkov in morda tudi kmetijskih izdelkov sem začel dvomiti, ali je ekonomska izguba nacionalne samozadostnosti dovolj velika, da odtehta druge prednosti postopnega uvajanja izdelka in potrošnika v okvir iste nacionalne, gospodarske in finančne organizacije. Izkušnje se kopičijo in dokazujejo, da je večino sodobnih procesov množične proizvodnje mogoče izvajati v večini držav in podnebij s skoraj enako učinkovitostjo.«
V istem članku je napisal tudi:
»Zato sočustvujem s tistimi, ki bi radi zmanjšali, namesto s tistimi, ki bi radi povečali ekonomsko prepletenost med narodi. Ideje, znanje, znanost, gostoljubnost, potovanja – to so stvari, ki bi morale biti po svoji naravi mednarodne. Toda naj bo blago domače izdelave, kadar koli je to razumno in priročno mogoče, in predvsem naj bodo finance primarno nacionalne.«
Kasneje si je Keynes dopisoval z Jamesom Meadeom o uvoznih omejitvah. Keynes in Meade sta razpravljala o najboljši izbiri med kvotami in tarifami. Marca 1944 je Keynes začel razpravo z Marcusom Flemingom, potem ko je slednji napisal članek z naslovom Kvote proti depreciaciji. Ob tej priložnosti se je pokazalo, da je po veliki gospodarski krizi nedvomno zavzel protekcionistično stališče. Menil je, da bi lahko bile kvote učinkovitejše od depreciacije valute pri reševanju zunanjih neravnovesij. Zato za Keynesa depreciacija valute ni bila več zadostna in so  po njegovem protekcionistični ukrepi postali potrebni za preprečevanje trgovinskih primanjkljajev. Da bi se izognili vrnitvi kriz zaradi samoregulirajočega gospodarskega sistema, se mu je zdelo bistveno regulirati trgovino in ustaviti prosto trgovino (deregulacija zunanje trgovine).

### Pogled na trgovinska neravnovesja
Keynes je bil glavni avtor predloga – tako imenovanega Keynesovega načrta – za Mednarodno klirinško unijo. Dve vodilni načeli načrta sta bili, da je treba problem poravnave neporavnanih obveznosti rešiti z "ustvarjanjem" dodatnega "mednarodnega denarja" in da je treba dolžnika in upnika obravnavati skoraj enako kot motilca ravnovesja. Vendar so bili načrti na koncu zavrnjeni, deloma zato, ker je bilo "ameriško javno mnenje seveda proti sprejemu načela enakopravne obravnave, ki je tako novo v odnosih med dolžnikom in upnikom."
Novi sistem ne temelji na prosti trgovini (liberalizaciji zunanje trgovine), temveč na regulaciji mednarodne trgovine, da bi odpravili trgovinska neravnovesja: države s presežkom bi imele spodbudo, da ga zmanjšajo, s tem pa bi samodejno izravnale primanjkljaje drugih držav. Predlagal je globalno banko, ki bi izdajala svojo valuto – bancor – ki bi bila zamenljiva z nacionalnimi valutami po fiksnih menjalnih tečajih in bi postala obračunska enota med državami, kar pomeni, da bi se uporabljala za merjenje trgovinskega primanjkljaja ali trgovinskega presežka države. Vsaka država bi imela na svojem bancor računu pri Mednarodni klirinški uniji možnost prekoračitve. Poudaril je, da presežki vodijo do šibkega svetovnega agregatnega povpraševanja – države s presežki imajo ''negativen zunanji učinek'' na trgovinske partnerice in predstavljajo veliko večjo grožnjo svetovni blaginji kot tiste s primanjkljajem.
V svojem članku z naslovom Nacionalna samozadostnost v reviji Yale iz leta 1933 je že izpostavil težave, ki jih povzroča prosta trgovina. Njegovo stališče, ki so ga takrat podpirali številni ekonomisti in komentatorji, je bilo, da so države upnice lahko prav tako kot države dolžnice odgovorne za neravnovesje v menjavah in da bi morali biti vsi dolžni vzpostaviti ravnovesje v trgovini. Če tega ne storijo, bi to lahko imelo resne posledice. Po besedah Geoffreyja Crowtherja, takratnega urednika revije The Economist: »Če gospodarski odnosi med državami niso na tak ali drugačen način dokaj blizu ravnovesja, potem ni nobenega finančnega dogovora, ki bi lahko rešil svet pred osiromašenimi posledicami kaosa.«
Te ideje so oblikovali dogodki pred veliko gospodarsko krizo, ko je po mnenju Keynesa in drugih mednarodno posojanje, predvsem s strani ZDA, preseglo zmogljivost zdravih naložb in se je zato preusmerilo v neproduktivne in špekulativne namene, kar je posledično privedlo do neplačil in nenadne ustavitve procesa posojanja.
Pod vplivom Keynesa so ekonomska dela v obdobju takoj po vojni dajala velik poudarek ravnovesju v trgovini. Tako je na primer druga izdaja priljubljenega začetniškega učbenika An Outline of Money zadnja tri od desetih poglavij posvetila vprašanjem upravljanja deviznega trga in zlasti "problemu ravnovesja." Vendar pa so v novejših letih, od konca Brettonwoodskega sistema leta 1971, z naraščajočim vplivom monetarističnih šol mišljenja v osemdesetih letih prejšnjega stoletja in zlasti zaradi velikih trajnih trgovinskih neravnovesij, te skrbi – in zlasti skrbi glede destabilizirajočih učinkov velikih trgovinskih presežkov – v veliki meri izginile iz prevladujočega ekonomskega diskurza in so Keynesovi uvidi ušli izpred oči. Ponovno so bile deležne nekaj pozornosti po finančni krizi leta 2008.

### Pogled na inflacijo
Keynes je bil označen za ravnodušnega ali celo naklonjenega do blage inflacije. Izrazil je naklonjenost inflaciji pred deflacijo, rekoč, da če se mora človek odločiti med dvema zlima stvarema, je ''bolje razočarati najemodajalca'' kot povzročiti bolečino delavskim družinam. Keynes se je zavedal tudi nevarnosti inflacije. V delu Ekonomske posledice miru je zapisal:
»Lenin naj bi izjavil, da je najboljši način za uničenje kapitalističnega sistema uničenje valute. Z nenehnim procesom inflacije lahko vlade na skrivaj in neopaženo zasežejo pomemben del bogastva svojih državljanov. Ni bolj prefinjenega, zanesljivejšega načina za rušenje obstoječe družbene osnove kot uničenje valute. Proces vključuje vse skrite sile ekonomskega zakona na strani uničenja in to počne na način, ki ga niti en človek od milijona ne more diagnosticirati.«

### Pogled na odtujevanje
Keynes se ni globoko ukvarjal z odtujenostjo oz. alienacijo in tega izraza v svojih spisih ni izrecno uporabljal. Čeprav je bil naklonjen podjetništvu in je kapitalizem videl kot bistvenega pomena za gospodarsko rast, je priznal, da ustvarja ekonomsko negotovost in nezadovoljstvo, kar lahko odtuji delavce, vendar je verjel, da je to le začasna težava. V svoji knjigi Ekonomske možnosti za naše vnuke (1930) si je zamislil prihodnost, v kateri bo družba postala tako bogata, da bo iskanje denarja zaradi njega samega postalo nepomembno, kar bo dejansko odpravilo odtujenost. Verjel je, da bo nenehna gospodarska rast sčasoma zmanjšala potrebo po prekomernem delu in ublažila skrajno neenakost, kar bo ljudem omogočilo, da si bodo prizadevali za bolj izpolnjeno življenje. Čeprav se Keynesova optimistična vizija ni v celoti uresničila, se je svetovno bogastvo od njegovega časa znatno povečalo. Vendar pa odtujenost ostaja pereče vprašanje, zlasti v obdobjih naraščajoče neenakosti, kar kaže na to, da gospodarska rast sama po sebi morda ne bo dovolj za odpravo problema.

## Vpliv in zapuščina

### Kejnezijanski vzpon 1939–79
Od konca velike gospodarske krize do sredine sedemdesetih let 20. stoletja je bil Keynes glavni navdih oblikovalcem ekonomskih politik v Evropi, Ameriki in večini preostalega sveta. Medtem ko je sredi in poznih tridesetih let 20. stoletja ekonomiste in oblikovalce politik vse bolj pridobival Keynesov način razmišljanja, so si vlade šele po izbruhu druge svetovne vojne začele izposojati denar za porabo v obsegu, ki je zadostoval za odpravo brezposelnosti. Po besedah ekonomista Johna Kennetha Galbraitha (takratnega uradnika ameriške vlade, zadolženega za nadzor nad inflacijo), pri okrevanju gospodarstva po vojni porabi "ne bi mogli imeti boljše predstavitve kejnezijanskih idej."
Kejnezijanska revolucija je bila povezana z vzponom modernega liberalizma na Zahodu v povojnem obdobju. Kejnezijanske ideje so postale tako priljubljene, da nekateri profesorji poudarjajo, da Keynes predstavlja ideale sodobnega liberalizma, kot je Adam Smith predstavljal ideale klasičnega liberalizma. Po vojni je Winston Churchill poskušal zaustaviti vzpon kejnezijanskega oblikovanja politike v Združenem kraljestvu in je v svoji volilni kampanji leta 1945 uporabil kritično retoriko do mešanega gospodarstva. Kljub svoji priljubljenosti in statusu vojnega heroja je Churchill doživel velik poraz proti Clementu Attleeju, čigar vlada je bila v gospodarski politiki še naprej pod vplivom Keynesovih idej.

#### Neokejnezijanska ekonomija
V poznih tridesetih in štiridesetih letih 20. stoletja so ekonomisti (predvsem John Hicks, Franco Modigliani in Paul Samuelson) poskušali interpretirati in formalizirati Keynesove spise v smislu formalnih matematičnih modelov. V tem, kar je postalo znano kot neoklasična sinteza, so združili kejnezijansko analizo z neoklasično ekonomijo in ustvarili neokejnezijansko ekonomijo, ki je naslednjih 40 let prevladovala v makroekonomiki.
Do petdesetih let 20. stoletja je kejnezijansko politiko sprejel skoraj ves razviti svet, podobne ukrepe za mešano gospodarstvo so uporabljale tudi številne države v razvoju. Do takrat so Keynesovi pogledi na gospodarstvo postali glavni tok na svetovnih univerzah. V petdesetih in šestdesetih letih 20. stoletja so razvita in nastajajoča svobodna kapitalistična gospodarstva uživala izjemno visoko rast in nizko brezposelnost. Profesor Gordon Fletcher je zapisal, da se petdeseta in šestdeseta leta dvajsetega stoletja, ko je bil Keynesov vpliv na vrhuncu, v retrospektivi zdijo zlata doba kapitalizma.
Konec leta 1965 je revija Time objavila naslovni članek s komentarjem Miltona Friedmana (kasneje ga je ponovil ameriški predsednik Richard Nixon): "Zdaj smo vsi kejnezijanci". Članek je opisal izjemno ugodne gospodarske razmere, ki so takrat prevladovale. Poročal je, da so "washingtonski gospodarski menedžerji dosegli te višine s svojo privrženostjo Keynesovi osrednji ideji: sodobno kapitalistično gospodarstvo ne deluje samodejno z najvišjo učinkovitostjo, ampak ga je mogoče dvigniti na to raven s posredovanjem in vplivom vlade." Članek tudi navaja, da je bil Keynes eden od treh najpomembnejših ekonomistov, ki so kdaj živeli, in da je bila njegova Splošna teorija vplivnejša od glavnih del drugih slavnih ekonomistov, kot je na primer Bogastvo narodov Adama Smitha.

#### Množitelj
Koncept množitelja je prvi razvil R. F. Kahn v svojem članku Razmerje med domačimi naložbami in brezposelnostjo v The Economic Journal junija 1931. Kahnov množitelj je bil množitelj zaposlenosti. Keynes je prevzel Kahnovo idejo in oblikoval investicijskega množitelja.

### Kejnezijanska ekonomija v nemilosti 1979-2007
Kejnezijansko ekonomijo je britanska vlada leta 1979 uradno zavrgla, vendar so se proti Keynesovim idejam sile pričele zbirati že pred več kot 30-imi leti. Friedrich Hayek je leta 1947 ustanovil društvo Mont Pelerin z izrecnim namenom negovati intelektualne tokove, ki bodo nekega dne izpodrinili kejnezianizem in druge podobne vplive. Med njegovimi člani sta bila ekonomist avstrijske šole Ludwig von Mises in takrat mladi Milton Friedman. Sprva je imela družba majhen vpliv na širši svet – Hayek je zapisal, da se je zdelo, kot bi bil Keynes po smrti povzdignjen v svetništvo in da ljudje niso dovolili, da bi se njegovo delo postavilo pod vprašaj. Friedman se je začel pojavljati kot močan kritik kejnezijanske ekonomije od sredine petdesetih let 20. stoletja, zlasti po izidu njegove knjige Denarna zgodovina Združenih držav Amerike (A Monetary History of the United States) leta 1963.
Na praktični strani gospodarskega življenja se je v petdesetih letih 20. stoletja zdelo, da je »velika vlada« trdno zasidrana, vendar se je ravnovesje začelo premikati proti moči zasebnih interesov v šestdesetih letih. Keynes je pisal proti nespametnosti dopuščanja »dekadentnim in sebičnim« špekulantom in finančnikom takšnega vpliva, kot so ga uživali po prvi svetovni vojni. Dve desetletji po drugi svetovni vojni je bilo javno mnenje močno proti zasebnim špekulantom. V tem obdobju so jih opisovali z omalovažujočo oznako »züriški gnomi«. " Mednarodne špekulacije so bile močno omejene s kapitalskim nadzorom, uvedenim po Bretton Woodsu. Po mnenju novinarjev Larryja Elliotta in Dana Atkinsona je bilo leto 1968 ključno leto, ko se je oblast preusmerila v korist zasebnih agentov, kot so valutni špekulanti. Kot ključni dogodek iz leta 1968 sta Elliott in Atkinson izbrala ameriško prekinitev pretvorbe dolarja v zlato, razen na zahtevo tujih vlad, kar sta označila kot začetek razpada sistema Bretton Woodsa.
Kritike Keynesovih idej so začele postajati precej sprejete v zgodnjih sedemdesetih letih 20. stoletja, saj so takrat lahko verodostojno dokazali, da kejnezijanski modeli ne odražajo več ekonomske realnosti. Sam Keynes je v svojo Splošno teorijo vključil nekaj formul in nobenega eksplicitnega matematičnega modela. Za ekonomiste, kot je Hyman Minsky, je bila Keynesova omejena uporaba matematike delno posledica njegovega skepticizma glede tega, ali bi tako inherentno negotove pojave, kot je gospodarska dejavnost, matematični modeli sploh lahko ustrezno zajeli. Kljub temu so kejnezijanski ekonomisti razvili številne modele - znan primer je bila Phillipsova krivulja, ki je napovedala obratno razmerje med brezposelnostjo in inflacijo. To je pomenilo, da bi brezposelnost lahko zmanjšali z vladnimi spodbudami z izračunljivimi stroški za inflacijo. Leta 1968 je Milton Friedman objavil članek, v katerem je trdil, da fiksno razmerje, ki ga implicira Philipsova krivulja, ne obstaja. Friedman je predlagal, da bi trajne kejnezijanske politike lahko povzročile istočasno rast brezposelnosti in inflacije – pojav, ki je kmalu postal znan kot stagflacija. V zgodnjih sedemdesetih letih 20. stoletja se je v ZDA in Združenem kraljestvu pojavila stagflacija, tako kot je napovedal Friedman, pri čemer so se gospodarske razmere po naftni krizi leta 1973 še poslabšale. S pomočjo ugleda, ki si ga je pridobil s svojo uspešno napovedjo, je Friedman vodil vse bolj uspešne kritike proti kejnezijanskemu konsenzu in s svojimi radijskimi ter televizijskimi oddajami prepričal ne le akademike in politike, temveč tudi velik del širše javnosti. Akademsko verodostojnost kejnezijanske ekonomije so dodatno spodkopale dodatne kritike drugih monetaristov, ki so se izobraževali v čikaški ekonomski šoli, Lucasova kritika in kritike Hayekove avstrijske šole. Te kritike so bile tako uspešne, da je Robert Lucas leta 1980 trdil, da bi ekonomiste pogosto užalili, če bi jih označil za kejnezijance.
Kejnezijanska načela so se vedno slabše obnesla na praktični plati ekonomije – do leta 1979 jih je izpodrinil monetarizem kot primarni vpliv na anglo-ameriško ekonomsko politiko. Vendar pa so številni uradniki na obeh straneh Atlantika ohranili naklonjenost Keynesu in leta 1984 je Svet federalnih rezerv uradno zavrgel monetarizem, po katerem so se kejnezijanska načela delno vrnila na prvo mesto med ideje, ki so vplivale na oblikovanje politike. Vsi akademiki niso sprejeli kritike proti Keynesu – Minsky je trdil, da je bila kejnezijanska ekonomija ponižana zaradi pretiranega mešanja z neoklasičnimi idejami iz petdesetih let 20. stoletja in da je bilo žalostno, da se je ta veja ekonomije še naprej imenovala "kejnezijanska". Robert Kuttner je v časopisu The American Prospect trdil, da gospodarskih težav v sedemdesetih letih 20. stoletja ni povzročil pretiran kejnezijanski aktivizem, ampak razpad brettonwoodskega sistema nadzora kapitala, ki je omogočil beg kapitala iz reguliranih gospodarstev v neregulirana gospodarstva na način, podoben pojavu Greshamovega zakona (kjer šibke valute spodkopavajo močne). Zgodovinar Peter Pugh je izjavil, da je bil ključni vzrok gospodarskih težav, ki so prizadele ZDA v sedemdesetih letih 20. stoletja, zavrnitev dviga davkov za financiranje vietnamske vojne, kar je bilo v nasprotju s kejnezijansko idejo.
Bolj tipičen odgovor je bil sprejetje nekaterih kritik, s čimer so se kejnezijanske ekonomske teorije izpopolnjevale, da bi se branile pred argumenti, ki so želeli razveljaviti celoten kejnezijanski okvir. To je rezultiralo v delu, ki v veliki meri predstavlja novo kejnezijansko ekonomijo. Leta 1992 je Alan Blinder pisal o "kejnezijanski restavraciji", saj je delo, ki je temeljilo na Keynesovih idejah, do neke mere ponovno postalo moderno v akademskih krogih, čeprav je bilo v glavnem toku močno sintetizirano z monetarizmom in drugimi neoklasičnimi razmišljanji. V svetu oblikovanja politik so vplivi prostega trga, ki so bili na splošno naklonjeni monetarizmu, ostali zelo močni na vladni ravni – v močnih normativnih institucijah, kot so Svetovna banka, Mednarodni denarni sklad (IMF) in Ameriška zakladnica, ter v uglednih medijih za oblikovanje mnenja, kot sta Financial Times in The Economist.

### Kejnezijanski ponovni vzpon 2008–09
Svetovna finančna kriza v letih 2007–2008 je povzročila javni skepticizem o soglasju o prostem trgu celo pri nekaterih na ekonomski desnici. Marca 2008 je Martin Wolf, glavni ekonomski komentator pri Financial Timesu, naznanil smrt sanj o globalnem prostotržnem kapitalizmu. Istega meseca je makroekonomist James K. Galbraith izkoristil 25. Letno ugledno predavanje Miltona Friedmana, da je sprožil obsežen napad na konsenz o monetaristični ekonomiji in trdil, da je kejnezijanska ekonomija veliko boljša za spopadanje z nastajajočimi krizami. Ekonomist Robert J. Shiller je začel zagovarjati močno vladno posredovanje za reševanje finančne krize, pri čemer je posebej citiral Keynesa. Nobelov nagrajenec Paul Krugman je v svojih kolumnah za The New York Times prav tako dejavno zagovarjal argumente za močno kejnezijansko intervencijo v gospodarstvu. Drugi vidni ekonomski komentatorji, ki so zagovarjali vladne kejnezijanske prijeme za ublažitev finančne krize, so George Akerlof, J. Bradford DeLong, Robert Reich in Joseph Stiglitz. Časopisi in drugi mediji so prav tako citirali dela v zvezi s Keynesom Hymana Minskyja, Roberta Skidelskega, Donalda Markwella in Axela Leijonhufvuda.
Med finančno krizo je potekala vrsta večjih reševanj, ki so se začela 7. septembra z napovedjo, da bo ameriška vlada nacionalizirala dve podjetji, ki ju je sponzorirala vlada in sta nadzirali večino ameriškega trga drugorazrednih hipotekarnih posojil – Fannie Mae in Freddie Mac. Oktobra se je Alistair Darling, britanski finančni minister, skliceval na Keynesa, ko je napovedal načrte za znatne fiskalne spodbude za preprečevanje najhujših učinkov recesije, v skladu s kejnezijansko ekonomsko mislijo. Podobne politike so sprejele tudi druge vlade po vsem svetu. To je bilo v popolnem nasprotju z ukrepi, ki so bili Indoneziji vsiljeni med azijsko finančno krizo leta 1997, ko jo je IMF prisilil, da je hkrati zaprla 16 bank, kar je povzročilo poglabljanje problemov. Velik del razprav po krizi je odražal Keynesovo zagovarjanje mednarodnega usklajevanja fiskalnih ali monetarnih spodbud ter mednarodnih gospodarskih institucij, kot sta IMF in Svetovna banka, za katere so mnogi trdili, da bi jih bilo treba reformirati kot "novi Bretton Woods" in to že pred izbruhom krize. IMF in ekonomisti Združenih narodov so zagovarjali usklajen mednarodni pristop k fiskalnim spodbudam. Donald Markwell je trdil, da bi v odsotnosti takšnega mednarodnega pristopa obstajala nevarnost poslabšanja mednarodnih odnosov in morda celo svetovne vojne, ki bi izhajala iz gospodarskih dejavnikov, podobnih tistim, ki so bili prisotni med depresijo v tridesetih letih prejšnjega stoletja.
Konec decembra 2008 je Financial Times poročal, da je "nenaden ponovni vzpon kejnezijanske politike osupljiv preobrat ortodoksnosti zadnjih nekaj desetletij." Decembra 2008 je Paul Krugman izdal svojo knjigo The Return of Depression Economics and the Crisis of 2008, v kateri je trdil, da so se vrnili gospodarski pogoji, podobni tistim, ki so obstajali v začetku 20. stoletja, zaradi česar so koncepti kejnezijanske politike postali pomembnejši kot kdaj koli prej. Februarja 2009 sta Robert J. Shiller in George Akerlof izdala knjigo Animal Spirits, v kateri sta zapisala, da je trenutni paket spodbud ZDA premajhen, saj ne upošteva Keynesovega pogleda na pomen zaupanja in pričakovanj pri določanju prihodnjega vedenja poslovnežev in drugih gospodarskih subjektov.
V govoru z naslovom Reforma mednarodnega denarnega sistema marca 2009 je Zhou Xiaochuan, guverner Ljudske banke Kitajske, podprl Keynesovo idejo o centralno upravljani svetovni rezervni valuti. Zhou je trdil, da je žalostno, da je bil eden od razlogov za zlom sistema Bretton Woods neuspeh pri sprejetju Keynesovega bancorja (nadnacionalne valute). Zhou je predlagal postopen prehod k povečani uporabi posebnih pravic črpanja iz IMF. Čeprav Zhoujeve ideje niso bile splošno sprejete, so se voditelji aprila 2009 na vrhu G-20 v Londonu strinjali, da dovolijo, da IMF ustvari 250 milijard dolarjev posebnih pravic črpanja, ki jih bo razdelil po vsem svetu. Tako OECD kot IMF sta v poročilih, objavljenih junija in julija 2009, pripisala spodbudnim načrtom zaslugo, da so prispevali k boljšim gospodarskim obetom od pričakovanih. Obe organizaciji sta opozorili svetovne voditelje, da bo okrevanje verjetno počasno, zato protirecesijskih ukrepov ne bi smeli preklicati prezgodaj.
Medtem ko je bila potreba po spodbujevalnih ukrepih med oblikovalci politik na splošno sprejeta, je bilo veliko razprav o tem, kako financirati porabo. Nekateri voditelji in institucije, kot sta Angela Merkel in Evropska centralna banka, so izrazili zaskrbljenost zaradi morebitnega vpliva na inflacijo, državni dolg in tveganja, da bi prevelika spodbuda povzročila nevzdržno okrevanje.
Med profesionalnimi ekonomisti je oživitev kejnezijanske ekonomije povzročila še večje razdore. Čeprav so številni ekonomisti, kot so George Akerlof, Paul Krugman, Robert Shiller in Joseph Stiglitz, podprli kejnezijanske spodbude, drugi niso verjeli, da bi večja državna poraba pomagala gospodarstvu Združenih držav Amerike, da si opomore od velike recesije. Nekateri ekonomisti, kot je Robert Lucas, so podvomili o teoretični podlagi paketov spodbud. Drugi, kot sta Robert Barro in Gary Becker, so trdili, da empirični dokazi za koristne učinke kejnezijanskega ukrepa ne obstajajo. Vse več pa je bilo akademske literature, ki je kazala, da bi fiskalna ekspanzija pomagala gospodarstvu rasti v bližnji prihodnosti in da so nekatere vrste fiskalnih spodbud še posebej učinkovite.

### Nova kejnezijanska ekonomija
Nova kejnezijanska ekonomija se je razvila v devetdesetih letih 20. stoletja in prvem desetletju 21. stoletja kot odgovor na kritiko, da makroekonomija nima mikroekonomskih temeljev. Novi kejnezijanizem je razvil modele za zagotavljanje mikrotemeljev za kejnezijansko ekonomijo. Vključeval je dele nove klasične makroekonomije, da bi razvil novo neoklasično sintezo, ki tvori osnovo za današnjo osrednjo makroekonomijo.
Dve glavni predpostavki opredeljujeta novokejnezijanski pristop k makroekonomiji. Tako kot nov klasični pristop tudi novokejnezijanska makroekonomska analiza običajno predpostavlja, da imajo gospodinjstva in podjetja racionalna pričakovanja. Vendar se obe šoli razlikujeta v tem, da novokejnezijanska analiza običajno predpostavlja različne tržne napake. Novokejnezijanci predvsem predpostavljajo, da obstaja nepopolna konkurenca pri določanju cen in plač, da bi s tem pojasnili, zakaj lahko cene in plače postanejo "lepljive", kar pomeni, da se ne prilagodijo takoj spremembam gospodarskih razmer.
Nespremenljivost plač in cen ter druge tržne pomanjkljivosti, ki so prisotne v novokejnezijanskih modelih, prinašajo možnost, da gospodarstvu morda ne bo uspelo doseči polne zaposlenosti. Zato novokejnezijanci trdijo, da lahko makroekonomska stabilizacija s strani vlade (z uporabo fiskalne politike) in centralne banke (z uporabo monetarne politike) vodi do učinkovitejšega makroekonomskega rezultata, kot bi ga prinesla politika laissez faire (dopuščanje, da gredo stvari svojo pot oz. popolna svoboda trga).

## Splošni pogledi

### Hvale
Na osebni ravni je bil Keynesov šarm tolikšen, da so ga na splošno dobro sprejeli, kamor koli je šel – tudi tisti, ki so se znašli na nasprotni strani njegovega občasno ostrega jezika, so le redko gojili zamero. Keynesov govor ob zaključku pogajanj v Bretton Woodsu je bil sprejet z dolgotrajnimi stoječimi ovacijami, kar je v mednarodnih odnosih redko. Delegati so priznali obseg njegovih dosežkov kljub slabemu zdravju.
Ekonomist avstrijske šole Friedrich Hayek je bil Keynesov najvidnejši sodobni kritik z ostro nasprotujočimi si pogledi na gospodarstvo. Toda po Keynesovi smrti je zapisal: "Bil je edini res velik človek, ki sem ga poznal in katerega sem brezmejno občudoval. Svet bo brez njega veliko revnejši." Njegov kolega Nicholas Davenport se je spomnil, da je "Maynard imel globoke čustvene sile ... Čutiti je bilo njegovo človečnost. Na njem ni bilo nič hladnega intelektualca."
Lionel Robbins, nekdanji vodja oddelka za ekonomijo na londonski šoli ekonomije, ki se je v tridesetih letih 20. stoletja zapletel v številne burne razprave s Keynesom, je po opazovanju Keynesa v zgodnjih pogajanjih z Američani med pripravljanjem načrtov za srečanje v Bretton Woodsu, povedal naslednje:
»To je res šlo zelo dobro. Keynes je bil v svojem najbolj lucidnem in prepričljivem razpoloženju: in učinek je bil neustavljiv. V takšnih trenutkih se pogosto zalotim, da razmišljam, da je Keynes zagotovo eden najimenitnejših mož, kar jih je kdaj živelo – hitra logika, izjemna intuicija, živa domišljija, široka vizija, predvsem pa neprimerljiv občutek za kondicijo besed, kar vse skupaj ustvari nekaj, kar nekaj stopenj presega mejo običajnih človeških dosežkov.«
Douglas LePan, uradnik kanadske visoke komisije, je zapisal:
»Očaran sem. To je najlepše bitje, ki sem ga kdaj poslušal. Ali spada v našo vrsto? Ali pa spada v kakšno drugo? Na njem je nekaj mitskega in pravljičnega. V njem zaznavam nekaj masivnega in sfingi podobnega, pa še kanček kril.«
Bertrand Russell je Keynesa imenoval za enega najbolj inteligentnih ljudi, kar jih je poznal, in komentiral:
»Keynesov intelekt je bil najostrejši in najjasnejši, kar sem jih kdaj poznal. Ko sem se prepiral z njim, se mi je zdelo, da sem vzel svoje življenje v svoje roke, in redkokdaj sem zaključil prepir z njim, ne da bi se počutil kot bedak.«
Keynesov nekrolog v The Timesu je vključeval komentar: »Tu je mož sam – sijoč, briljanten, kipeč, poln nesramnih šal ... Bil je human človek, resnično predan stvari skupnega dobrega.«

### Kritike
Opisujejo ga kot človeka z največjim vplivom med vsemi ekonomisti 20. stoletja, ki je deloval v samem centru dogajanja, zato je Keynes pritegnil precej kritik z obeh strani političnega spektra. V dvajsetih letih 20. stoletja so na Keynesa gledali kot na nasprotnika etablišmenta in so ga napadali predvsem z desnice. V "rdečih tridesetih" so bili številni mladi ekonomisti naklonjeni marksističnim stališčem, tudi v Cambridgeu, in medtem ko se je Keynes ukvarjal predvsem z desnico, da bi jih poskušal prepričati o prednostih naprednejše politike, je najbolj glasna kritika proti njemu prihajala z levice, ki je v njem videla zagovornika kapitalizma. Od petdesetih let 20. stoletja in naprej je večina napadov na Keynesa ponovno prišla z desne strani politike.
Leta 1931 je Friedrich Hayek obširno kritiziral Keynesov Traktat o denarju (Treatise on Money) iz leta 1930. Potem ko je prebral Hayekovo Pot v suženjstvo (The Road to Serfdom), je Keynes Hayeku pisal: "Moralno in filozofsko se strinjam s skoraj vsem." Pismo je sklenil s priporočilom:
»Kar torej po mojem mnenju potrebujemo, ni sprememba naših gospodarskih programov, ki bi v praksi vodila le v razočaranje nad rezultati vaše filozofije, ampak morda celo nasprotno, namreč njihovo povečanje. Vaša največja nevarnost je verjeten praktični neuspeh uporabe vaše filozofije v Združenih državah Amerike.«
Na pereče vprašanje tistega časa, ali bi lahko poraba s primanjkljajem rešila državo iz depresije, je Keynes na Hayekovo kritiko odgovoril takole:
»Moral bi ... zaključiti precej drugače. Reči bi moral, da to, kar želimo, ni nobeno načrtovanje ali še manj načrtovanje, pravzaprav bi moral reči, da si skoraj zagotovo želimo več. Toda načrtovanje mora potekati v skupnosti, v kateri čim več ljudi, tako vodij kot privržencev, v celoti deli vaše moralno stališče. Zmerno načrtovanje bo dovolj varno, če bodo tisti, ki ga izvajajo, v svojih mislih in srcih pravilno usmerjeni k moralnemu vprašanju.«
Na vprašanje, zakaj je Keynes izrazil "moralno in filozofsko" strinjanje s Hayekovim delom Pot v suženjstvo, je Hayek izjavil:
»Ker je verjel, da je v osnovi še vedno klasični angleški liberalec in se ni dobro zavedal, kako daleč se je od tega oddaljil. Njegove osnovne ideje so bile še vedno svoboda posameznika. Ni razmišljal dovolj sistematično, da bi videl konflikte. V nekem smislu ga je pokvarila politična nujnost.«
Po mnenju nekaterih opazovalcev je Hayek menil, da je "kejnezijanska ortodoksija" po drugi svetovni vojni dala preveč moči državi in da bi takšne politike vodile v socializem.
Medtem ko je Milton Friedman Splošno teorijo opisal kot "veliko knjigo", je hkrati trdil, da implicitna ločitev nominalne od realne velikosti ni ne mogoča ne zaželena. Makroekonomska politika po njegovem mnenju lahko zanesljivo vpliva samo na nominalno. On in drugi monetaristi so posledično trdili, da lahko kejnezijanska ekonomija povzroči stagflacijo, kombinacijo nizke rasti in visoke inflacije, ki so jo razvita gospodarstva utrpela v zgodnjih sedemdesetih letih. Bolj po Friedmanovem okusu je bil Traktat o denarni reformi (Tract on Monetary Reform) iz leta 1923, ki ga je imel za Keynesovo najboljše delo zaradi osredotočenosti na ohranjanje stabilnosti domačih cen.
Joseph Schumpeter je bil ekonomist iste starosti kot Keynes in eden njegovih glavnih tekmecev. Bil je med prvimi recenzenti, ki so trdili, da Keynesova splošna teorija ni splošna teorija, temveč poseben primer. Dejal je, da delo izraža "odnos propadajoče civilizacije". Po Keynesovi smrti je Schumpeter napisal kratko biografsko delo Keynes the Economist – na osebni ravni je bil zelo pozitiven o Keynesu kot človeku, hvalil je njegovo prijetno naravo, vljudnost in prijaznost. Nekatera Keynesova biografska in uredniška dela je uvrstil med najboljša, kar jih je kdaj videl. Kljub temu je Schumpeter ostal kritičen do Keynesove ekonomije in je dejstvo, da Keynes ni imel otrok, povezal s tem, kar je videl kot kratkoročni pogled. Menil je, da je imel Keynes nekakšen nezavedni patriotizem, zaradi katerega ni razumel problemov drugih narodov. Za Schumpetra je "praktični kejnezijanizem sadika, ki je ni mogoče presaditi v tujo zemljo: tam umre in postane strupen, ko umre." Sam je "občudoval in zavidal Keynesu, vendar ko je leta 1946 Keynes umrl, je Schumpeterjeva osmrtnica Keynesu namenila isto površno obravnavo, kakršno je kasneje namenil tudi Adamu Smithu v Zgodovini ekonomske analize (History of Economic Analysis): "diskreditacija, ker tehnikam ekonomske analize ni dodal niti ene inovacije."
Ludwig von Mises, avstrijski ekonomist, opisuje kejnezijanski sistem kot prepričanje, da lahko večino težav reši z "več denarja in kreditov", kar vodi v sistem "inflacije", v katerem "cene (blaga) rastejo vedno višje." Murray Rothbard je zapisal, da je vladna regulacija denarja in kreditov v kejnezijanskem slogu ustvarila "slabo denarno in bančno situacijo", saj omogoča centralnim bankirjem, da imajo ekskluzivno možnost tiskanja denarja, ki je "nenadzorovan in izven nadzora." Rothbard je v intervjuju dejal, da "obstaja ena dobra stvar pri (Karlu) Marxu: ni bil kejnezijanec."
Predsednik Harry S. Truman je bil skeptičen do kejnezijanskega teoretiziranja. Leonu Keyserlingu, kejnezijanskemu ekonomistu, ki je predsedoval Trumanovemu svetu ekonomskih svetovalcev, je rekel: "Nihče me ne more prepričati, da lahko vlada porabi dolar, ki ga nima."

### Pogled na rase
Nekateri kritiki so skušali dokazati, da je Keynes simpatiziral z nacizmom, številni pisci pa so ga opisali tudi kot antisemita. Keynesova zasebna pisma vsebujejo portrete in opise, med katerimi se lahko nekatere označi za antisemitske, druge pa za filozofske.
Raziskovalci so mnenja, da ti odražajo klišeje, veljavne v tistem času, ki jih je sprejemal nekritično, in da pravzaprav ne gre za rasizem. Keynes je večkrat uporabil svoj vpliv, da bi pomagal svojim judovskim prijateljem, predvsem ko je uspešno lobiral, da se Ludwigu Wittgensteinu dovoli prebivanje v Združenem kraljestvu, in sicer izrecno zato, da bi ga rešil pred izgonom v Avstrijo, ki so jo okupirali nacisti. Keynes je bil zagovornik sionizma in je bil član odborov, ki so to podpirali.
Robert Skidelsky in drugi biografi so zavrnili obtožbe, da je bil Keynes rasist ali da je imel totalitarna prepričanja. Profesor Gordon Fletcher je zapisal, da "namig o povezavi med Keynesom in kakršno koli podporo totalitarizmu ne more biti vzdržen". Ko so postale agresivne težnje nacistov do Judov in drugih manjšin očitne, je Keynes jasno pokazal svoje sovraštvo do nacizma. Kot vseživljenjski pacifist se je sprva zavzemal za mirno zadrževanje nacistične Nemčije, vendar je nato začel zagovarjati odločno rešitev, medtem ko so se številni konzervativci še vedno zavzemali za mirnejše oblike. Po začetku vojne je ostro kritiziral levico, ker je izgubila pogum, da bi se soočila z Adolfom Hitlerjem, in rekel:
»Levičarski razumniki so bili najglasnejši v zahtevi, da se je treba za vsako ceno upreti nacistični agresiji. Ko pa je prišlo do obračuna, so minili komaj štirje tedni, preden so se spomnili, da so pacifisti in sedaj pišejo porazna pisma v vaše kolumne, obrambo svobode in civilizacije pa prepuščajo polkovniku Blimpu in Old School Tieju, za katere trikrat na zdravje.«

## Zasebno življenje

### Razmerja
Keynes je imel zgodnje romantične in seksualne odnose izključno z moškimi. Med zgodnjimi partnerji iz časa študija na Etonu in Cambridgeu sta pomembna Dilly Knox in Daniel Macmillan. Keynes je bil glede svojih razmerij zelo odprt in je med letoma 1901 in 1915 pisal ločene dnevnike, v katere je zapisoval svoje številne spolne izkušnje. Njegov odnos in kasneje tesno prijateljstvo z Macmillanom naj bi bilo srečno, saj je Macmillanovo podjetje prvo objavilo njegovo delo Ekonomske posledice miru.
Odnos članov skupine Bloomsbury, v katero je bil vključen Keynes, do homoseksualnosti je bil sproščen. Skupaj s pisateljem Lyttonom Stracheyjem je preoblikoval viktorijanski odnos skupine Cambridge Apostles. Bertrand Russell je zapisal, da so od njihovega časa homoseksualni odnosi med člani postali pogosti. Ena ključnih Keynesovih ljubezni je bil umetnik Duncan Grant, ki ga je spoznal leta 1908. Povezan je bil tudi s Stracheyjem, čeprav sta bila večino časa ljubezenska tekmeca, ne ljubimca. Ko si je Keynes pridobil naklonjenost Arthurja Hobhousea ali Granta, si je nakopal ljubosumne izpade Stracheyja. Ta se je že prej počutil zavrnjenega s Keynesove strani, tudi zaradi njegove navade, da je ''svoje ljubezenske zadeve obravnaval statistično.''
Politični nasprotniki so Keynesovo spolno usmerjenost uporabljali za napad na njegovo akademsko delo. Nekateri izmed njih so trdili, da ga dolgoročne posledice njegovih teorij ne zanimajo, ker nima otrok. Donald Kagan je v delu On Origins of War citiral Sally Marks in Stephena A. Schukerja ter namigoval, da je ''[Keynesova] strast do Carla Melchiorja'' izkrivila njegovo stališče v prid Nemčiji.
Keynesovi prijatelji iz skupine Bloomsbury so bili sprva presenečeni, ko se je v poznejših letih spuščal v razmerja z ženskami in se je izkazalo, da je biseksualec. Ray Costelloe (ki se je pozneje poročila z Oliverjem Stracheyjem) je bila ena prvih heteroseksualnih Keynesovih ljubezni. Leta 1906 je Keynes o tem zapisal, da se mu zdi, da se je vanjo malo zaljubil, vendar ker ni bila moški, ni bil zmožen storiti nobenega primernega koraka.

### Zakon
Leta 1921 je Keynes zapisal, da se je zelo zaljubil v Lydio Lopokovo, znano rusko balerino in eno od zvezd skupine Ballets Russes pod vodstvom Sergeia Diaghileva. V prvih letih dvorjenja je imel afero z mlajšim moškim Sebastianom Sprottom, vendar se je na koncu odločil za Lopokovo. Poročila sta se leta 1925, Keynesu pa je bil za pričo nekdanji ljubimec Duncan Grant. Nekdo je zapisal: »Kakšen zakon lepote in možganov Lopokove in Johna Maynarda Keynesa.« Keynes je pozneje Stracheyju dejal, da kombinacijo lepote in inteligence le redko najdeš pri isti osebi in da jo je sam videl le v Duncanu Grantu. Zakon z Lopokovo je sicer bil srečen, biograf Peter Clarke je zapisal, da je Keynesu prinesel ''nov fokus, čustveno stabilnost in čiste užitke, ki se jih ni nikdar naveličal.'' Lydia je leta 1927 zanosila, vendar je splavila.
Med Keynesovimi prijatelji iz Bloomsburyja je bila Lopokova vsaj sprva deležna kritik zaradi svojih manir, načina komunikacije in domnevno skromnega družbenega izvora, kar je posebej omenjeno tudi v pismih Vanesse in Clivea Bella ter Virginie Woolf. Lik iz romana Gospa Dalloway Virginie Woolf iz leta 1925 Rezia Warren Smith temelji prav na Lopokovi. E. M. Foster je pozneje o Lydii Keynes skrušeno zapisal: »Kako smo jo vsi podcenjevali.«
Keynes ni imel otrok, žena ga je preživela za 35 let. Umrla je leta 1981.

### Podpora umetnosti
Keynes je menil, da je prizadevanje za denar samo po sebi patološko stanje in da je pravi cilj dela zagotavljanje prostega časa. Želel si je krajšega delovnega časa in daljših počitnic za vse.
Keynesa je zanimala literatura na splošno in še posebej drama, zato je finančno podpiral gledališče Cambridge Arts Theatre, kar je ustanovi omogočilo, da je postala eno glavnih britanskih gledališč zunaj Londona.
Zanimanje za klasično opero in ples ga je spodbudilo k podpori Kraljeve operne hiše v Covent Gardnu in Baletne družbe v Sadler's Wellsu. Med vojno je Keynes kot član CEMA (Sveta za spodbujanje glasbe in umetnosti) pomagal zagotoviti vladna sredstva za vzdrževanje obeh družb, medtem ko so bile njune dvorane zaprte. Po vojni je Keynes imel ključno vlogo pri ustanovitvi Britanskega umetniškega sveta in je bil leta 1946 njegov ustanovni predsednik. Od samega začetka sta največji donaciji od novega organa prejeli organizaciji Kraljeva operna hiša in Sadler's Wells.
Keynes je zbral obsežno zbirko likovne umetnosti, vključno z deli Paula Cézanna, Edgarja Degasa, Amedea Modiglianija, Georgesa Braqua, Pabla Picassa in Georgesa Seurata (nekatera od njih si je mogoče ogledati v Fitzwilliamovem muzeju). Rad je zbiral tudi knjige. Zbral in zaščitil je številne dokumente Isaaca Newtona. Delno na podlagi teh dokumentov je Keynes o Newtonu pisal kot o "zadnjem čarovniku".

### Filozofski in duhovni pogledi
Na Keynesa je, tako kot na druge člane skupine Bloomsbury, močno vplivala filozofija G. E. Moora, za katero je leta 1938 napisal, da je ''pod površjem še vedno moja religija.'' Po Mooru so bila duševna stanja edine dragocene stvari same po sebi, najpomembnejši pa so bili ''užitki človeškega odnosa in uživanje v lepih predmetih.'' Biograf Virginie Woolf je zapisal anekdoto o tem, kako so Virginia Woolf, Keynes in T. S. Eliot na večerji razpravljali o religiji v kontekstu svojega boja proti morali viktorijanskega obdobja.
Keynes je bil morda birman, vendar je bil glede na zapisano na strani Univerze v Cambridgeu očitno vse življenje agnostik. Po besedah enega izmed biografov ''religije ni nikoli mogel jemati resno, saj jo je imel za nenavadno odstopanje človeškega uma,'' dodal pa je tudi, da jo je pozneje v življenju ''cenil iz družbenih in moralnih razlogov.'' Drug biograf je zapisal, da je med svojim bivanjem v Etonu ''izstopil iz družinske vere in postal 'divji agnostik'.'' Neki znanec iz Cambridgea se ga je spominjal kot ''ateista, predanega Kraljevi kapeli.'' V Cambridgeu je bil močno povezan s Cambridgeskim heretičnim društvom, odkrito ateistično skupino, ki je spodbujala sekularizem in humanizem.

### Naložbe
Keynes je bil uspešen vlagatelj, ki si je ustvaril zasebno bogastvo. Njegovo premoženje je bilo skoraj uničeno po zlomu newyorške borze leta 1929, česar ni predvidel, a si ga je kmalu povrnil. Ob Keynesovi smrti leta 1946 je njegovo neto premoženje znašalo nekaj manj kot 500.000 funtov – kar je leta 2023 ustrezalo 23.000.000 funtom. Do te vsote je prišel kljub obilni podpori različnim dobrodelnim organizacijam in filantropijam ter kljub njegovi etični zadržanosti do prodaje na padajočem trgu v primerih, ko je menil, da bo takšno vedenje verjetno poglobilo recesijo.
Keynes je v dvajsetih letih 20. stoletja upravljal sklad Kraljevega kolidža v Cambridgeu, sprva z neuspešno strategijo, ki je temeljila na časovnem usklajevanju trga, kasneje pa se je osredotočil na javno trgovane delnice malih in srednje velikih podjetij, ki so izplačevala velike dividende. Takrat je bila to kontroverzna odločitev, saj so delnice veljale za visoko tvegane, stoletja stara sklada pa so tradicionalno vlagali v kmetijska zemljišča in sredstva s fiksnim donosom, kot so obveznice. Keynesu je bilo dovoljeno vlagati majhen del sredstev v delnice, njegovo spretno upravljanje pa je privedlo do tega, da je ta del sklada zrasel in postal večina sredstev sklada. Aktivna komponenta njegovega portfelja je v četrt stoletja v povprečju za 6 do 8 % na leto presegla britanski delniški indeks, kar mu je prineslo pozitivno omembo s strani kasnejših vlagateljev, kot sta Warren Buffett in George Soros.
Joel Tillinghast iz podjetja Fidelity Investments je opisal Keynesa kot zgodnjega izvajalca vrednostnega investiranja, šole mišljenja, ki sta jo v ZDA formalizirala Benjamin Graham in David Dodd na Poslovni šoli Columbia v dvajsetih in tridesetih letih 20. stoletja. Vendar pa naj bi Keynes svoje ideje razvil samostojno. Keynes velja tudi za pionirja finančne diverzifikacije, saj je prepoznal pomen posedovanja sredstev z "nasprotnimi tveganji", kot je zapisal, "saj se bodo verjetno gibala v nasprotnih smereh, ko pride do splošnih nihanj". Pomen je dal tudi zgodnjemu mednarodnemu vlagatelju, ki se je izogibal pristranskosti matične države z znatnim vlaganjem v delnice zunaj Združenega kraljestva. Ken Fisher je Keynesa označil za izjemo pravila, da ekonomisti običajno postanejo slabi vlagatelji.
Keynes se je leta 1919 pridružil upravnemu odboru Nacionalne družbe za vzajemno življenjsko zavarovanje (National Mutual Life Insurance Society) in je bil predsednik od leta 1921 do 1938. Keynes je uvedel politiko aktivnega trgovanja z delnicami s fiksno obrestno mero, skupaj z vlaganjem v delnice. »Keynes je bil prvi, ki je [trgovanju z naložbami] dal pečat uglednosti in ga uporabil za sklad življenjskega zavarovanja.«
Olivier Accominotti in David Chambers sta poudarila, da Keynes pri svojih naložbah ni uporabljal trgovanja z valutami. Sicer je razumel strategijo, vendar je menil, da v njegovem času ločitev obrestnih mer ni zadostna za kritje stroškov prenosa kapitala v obliki zlata, kot je leta 1930 pojasnil Macmillanovemu odboru.

### Politično življenje
Keynes je bil vse življenje član Liberalne stranke, ki je bila do dvajsetih let 20. stoletja ena od dveh glavnih političnih strank v Združenem kraljestvu in je bila vse do leta 1916 pogosto prevladujoča sila v vladi. Keynes je sodeloval v kampanji za liberalce na volitvah od približno leta 1906, vendar je vedno zavrnil kandidaturo, čeprav so ga k temu leta 1920 pozvali trikrat. Leta 1926, ko je Lloyd George postal vodja liberalcev, je Keynes prevzel pomembno vlogo pri določanju gospodarske politike stranke, vendar so liberalce do takrat že izpodrinili v status tretje stranke zaradi rastoče, na delavce usmerjene Laburistične stranke.
Leta 1939 je imel Keynes možnost vstopiti v parlament kot neodvisni poslanec s sedežem Univerze v Cambridgeu. Zaradi bolezni ostarelega poslanca torijcev (konzervativne stranke) naj bi bile izvedene nadomestne volitve za ta sedež, direktor kolidža Magdalene pa je dosegel dogovor, da nobena od večjih strank ne bo postavila kandidata, če se bo Keynes odločil kandidirati. Keynes je povabilo zavrnil, ker je menil, da bo imel večji vpliv na dogodke, če ostane zunaj parlamenta.
Keynes je bil zagovornik evgenike. Med letoma 1937 in 1944 je bil direktor Britanskega evgeničnega društva. Še leta 1946, malo pred smrtjo, je Keynes evgeniko razglasil za »najpomembnejšo in dodal bi najverjetnejšo vejo sociologije, ki obstaja.«
Keynes je nekoč pripomnil, da »mladina nima nobene religije razen komunizma in to je hujše kot nič.« Marksizem »ni bil utemeljen na ničemer boljšem kot na nerazumevanju Ricarda« in sčasoma se je (Keynes) »temeljito ukvarjal z marksisti« in drugimi ekonomisti, da bi rešil ekonomske probleme, ki bi jih njihove teorije lahko povzročile. Leta 1925 je Keynes dejal, da ga bo »razredni boj našel na strani izobražene buržoazije.«
Leta 1931 je Keynes o leninizmu izjavil:
»Kako naj sprejmem doktrino, ki za svojo biblijo, onkraj kritike, postavlja zastarel učbenik [Kapital], za katerega vem, da ni le znanstveno napačen, ampak tudi nezanimiv in neuporaben za sodobni svet? Kako naj sprejmem veroizpoved, ki daje prednost blatu pred ribami in povzdiguje neotesani proletariat nad buržoazijo in inteligenco, ki sta, kljub napakam, kakovost življenja in zagotovo nosita seme vsega človeškega napredka? Tudi če potrebujemo vero, kako jo lahko najdemo v motnih smeteh rdeče knjigarne? Izobraženemu, spodobnemu, inteligentnemu sinu zahodne Evrope je težko najti svoje ideale tukaj, razen če je prej prestal kakšen čuden in grozljiv proces spreobrnjenja, ki je spremenil vse njegove vrednote.«
Keynes je bil odločen zagovornik pravic žensk in je leta 1932 postal podpredsednik Društva Marie Stopes, ki je nudilo izobraževanje o nadzoru rojstev. Prav tako se je boril proti diskriminaciji žensk na delovnem mestu in neenakemu plačilu. Bil je odkrit zagovornik reforme zakonov proti homoseksualnosti.

### Grb
Johnu Maynardu Keynesu je bil grb odobren 16. maja 1944. Za moto si je izbral rek Me Tutore Tutus Eris, kar pomeni Pod mojim vodstvom boste varni.

### Smrt
Vse življenje je Keynes energično delal v korist javnosti in svojih prijateljev. Tudi ko je bilo njegovo zdravje že slabo, si je še prizadeval urediti finance svojega starega kolidža. Prizadeval si je za vzpostavitev mednarodnega denarnega sistema Bretton Woods, ki bi bil koristen za svetovno gospodarstvo. Leta 1946 je Keynes doživel več srčnih napadov, kar je bilo na koncu tudi usodno. Začelo se je med pogajanji za anglo-ameriško posojilo v kraju Savannah v zvezni državi Georgii, kjer je skušal Združenemu kraljestvu zagotoviti ugodne pogoje – ta proces je opisal kot absolutni pekel. Nekaj tednov po vrnitvi iz ZDA je 21. aprila 1946 v starosti 62 let umrl zaradi srčnega napada v Tiltonu na svojem kmečkem posestvu blizu kraja Firle v Vzhodnem Sussexu v Angliji. V nasprotju z njegovimi željami (hotel je, da bi njegov pepel položili v grobnico) so njegov pepel raztrosili po Downsu nad Tiltonom.
Preživela sta ga oba starša: oče John Neville Keynes (1852–1949) za tri leta, mati Florence Ada Keynes (1861–1958) pa za dvanajst. Njegov brat Sir Geoffrey Keynes (1887–1982) je bil ugleden kirurg, učenjak in bibliofil. Sestra Margaret Hill (1885–1970) je bila pomembna socialna reformatorka. Njegova nečaka sta bila fiziolog Richard Keynes (1919–2010) in pustolovec ter bibliofil Quentin Keynes (1921–2003). Nečakinja Polly Hill (1914–2005) je bila ekonomska antropologinja in zaslužna sodelavka kolidža Clare Hall v Cambridgeu.

## Upodobitev v kulturi
V romanu Johna Buchana Island of Sheep (1936) je lik finančnika Barraltyja zasnovan na Keynesu.
V filmu Wittgenstein (1993), ki ga je režiral Derek Jarman, je Keynesa igral John Quentin.
V dokumentarni drami Pariz 1919, ki je temeljila na knjigi Margaret MacMillan, je Keynesa igral Paul Bandey.
V BBC-jevi seriji o skupini Bloomsbury, Life in Squares, je Keynesa upodobil Edmund Kingsley.
Roman Mr Keynes' Revolution (2020) avtorja E. J. Barnesa govori o Keynesovem življenju v dvajsetih letih 20. stoletja.
Delo Love Letters, ki temelji na korespondenci Keynesa in Lydie Lopokove, sta leta 2021 v Charlestonu uprizorila Tobias Menzies in Helena Bonham Carter.

## Publikacije

### Knjige
- 1913: Indian Currency and Finance
- 1919: Ekonomske posledice miru (The Economic Consequences of the Peace)
- 1921: A Treatise on Probability
- 1922: Revision of the Treaty
- 1923: A Tract on Monetary Reform
- 1926: The End of Laissez-Faire
- 1930: A Treatise on Money
- 1931: Essays in Persuasion
- 1933: Essays in Biography
- 1936: Splošna teorija zaposlenosti, obresti in denarja (The General Theory of Employment, Interest and Money)
- 1940: How to Pay for the War: A radical plan for the Chancellor of the Exchequer
- 1949: Two Memoirs. Uredil David Garnett (sestavljeno iz dveh avtobiografskih esejev: Dr. Melchior: A Defeated Enemy in My Early Beliefs)

### Članki in pamfleti
(Delni seznam)
- 1915: The Economics of War in Germany (The Economic Journal)
- 1922: Inflation as a Method of Taxation (Mancester Guardian Commerical Reconstruction Supplement)
- 1925: Am I a Liberal? (Nation & Athenaeum)
- 1926: Laissez-Faire and Communism (New Republic)
- 1929: Can Lloyd George Do It? (Nation and Athenaeum)
- 1930: Economic Possibilities for our Grandchildren (Nation and Athenaeum)
- 1930: The Great Slump of 1930 (Nation and Athenæum)
- 1931: The End of the Gold Standard (Sunday Express)
- 1933: The Means to Prosperity (Macmillan and Co.)
- 1933: An Open Letter to President Roosevelt (New York Times)
- 1937: The General Theory of Employment (The Quarterly Journal of Economics)

## Knjižni viri
- Backhouse, Roger E. and Bateman, Bradley W. (2011). Capitalist Revolutionary: John Maynard Keynes.
- Barnett, Vincent (2013). John Maynard Keynes. London: Routledge. ISBN 978-0415567695.
- Bateman, Bradley (2010). The Return to Keynes. Harvard University Press. ISBN 978-0674035386.
- Beaudreau, Bernard C. (2006). The Economic Consequences of Mr. Keynes: How the Second Industrial Revolution Passed Great Britain By. iUniverse. ISBN 0595416616.
- Blaug, Mark (September 1994). "Recent Biographies of Keynes." Journal of Economic Literature, vol. 32, no. 3, pp. 1204–1215. JSTOR 2728608.
- Buchanan, James M. and Richard E. Wagner (2008). Democracy in Deficit: The Political Legacy of Lord Keynes. The Collected Works of James M. Buchanan, Vol. 8. Indianapolis: Liberty Fund.
- Clarke, Peter (2009). Keynes: The Twentieth Century's Most Influential Economist. Bloomsbury. ISBN 978-1408803851.
- Clarke, Peter (2009). Keynes: The Rise, Fall and Return of the 20th Century's Most Influential Economist, Bloomsbury Press.
- Davenport-Hines, Richard P.T. (2015). Universal Man: The Seven Lives of John Maynard Keynes. William Collins. ISBN 978-0007519804.
- Davidson, Paul. John Maynard Keynes (Great Thinkers in Economics). New York: Palgrave Macmillan, 2007. ISBN 1403996237.
- Davidson, Paul (2007). John Maynard Keynes. Great Thinkers in Economics Series. Basingstoke, England: Palgrave Macmillan. ISBN 978-0230229204.
- Dillard, Dudley (1948). The Economics of John Maynard Keynes: The Theory of Monetary Economy. Prentice-Hall. Stran 384. ISBN 978-1419128943.
- Dimand, Robert W. and Harald Hagemann, eds. The Elgar Companion to John Maynard Keynes (Edward Elgar, 20190 + 670.
- Harrod, R.F. (1951). The Life of John Maynard Keynes. Macmillan. ISBN 1125395982.
- Henderson, David R., ur. (2008). "John Maynard Keynes (1883–1946)". The Concise Encyclopedia of Economics. Library of Economics and Liberty (2nd ed.). Liberty Fund. Strani 549–550. ISBN 978-0865976665.
- Keynes, Milo, ur. (1975). Essays on John Maynard Keynes. London: Cambridge University Press. ISBN 978-0521205344.
- Markwell, Donald (2006). John Maynard Keynes and International Relations: Economic Paths to War and Peace. Oxford University Press. ISBN 978-0198292364.
- Markwell, Donald (2000). Keynes and Australia. Reserve Bank of Australia.
- Moggridge, Donald Edward (1980). Keynes. Macmillan. ISBN 0333295242.
- Patinkin, Don & J. Clark Leith, eds. (1977). Keynes, Cambridge and The General Theory: The Process of Criticism and Discussion Connected with the Development of The General Theory. London: Macmillan. ISBN 0333227727.
- Patinkin, Don. "Keynes, John Maynard." V: The New Palgrave: A Dictionary of Economics, Vol. 2. Macmillan, 1987, pp. 19–41. ISBN 0333372352.
- Pecchi, Lorenzo & Gustavo Piga (2010). Revisiting Keynes. MIT Press. ISBN 978-0262515115.
- Schuker, Stephen A. (1988). "American 'Reparations' to Germany, 1919–33." Princeton Studies in International Finance, Št. 61.
- Schuker, Stephen A. (2014). "J.M. Keynes and the Personal Politics of Reparations." Diplomacy & Statecraft, Vol. 25, Nos. 3/4.
- Skidelsky, Robert (1983). John Maynard Keynes: A Biography. Vol. 1, Hopes Betrayed: 1883-1920. London: Macmillan. ISBN 978-0333115992.
- Skidelsky, Robert Jacob Alexander (1992). John Maynard Keynes, A Biography: The Economist as Saviour 1920–1937. Penguin. ISBN 978-0140238068.
- Skidelsky, Robert (2002). John Maynard Keynes: Fighting for Britain, 1937–1946. Penguin. ISBN 978-0142001677.
- Skidelsky, Robert (2010) [2009]. Keynes: The Return of the Master. PublicAffairs. ISBN 978-1610390033.
- Skidelsky, Robert (2003). John Maynard Keynes: 1883–1946: Economist, Philosopher, Statesman (Abridged ed.). Pan MacMillan Ltd. ISBN 0330488678.
- Skidelsky, Robert (2010). Keynes: A Very Short Introduction. Oxford: Oxford University Press. ISBN 978-0199591640.
- Strachey, Lytton (1994). Michael Holroyd (ur.). Lytton Strachey by Himself: A Self-portrait. Vintage. ISBN 978-0099459415.
- Syll, Lars Pålsson (2007). John Maynard Keynes. SNS Förlag. Stran 95. ISBN 978-9185695270.
- Temin, Peter, and David Vines (2014). Keynes: Useful Economics for the World Economy. MIT Press.
- Wapshott, Nicholas (2011). Keynes Hayek: The Clash That Defined Modern Economics.
- Yergin, Daniel; Stanislaw, Joseph (2002). The Commanding Heights: The Battle for the World Economy. Simon and Schuster. ISBN 978-0743229630.